# زبان مازندرانی
زبان مازَنْدَرانی (کوتاه شده: مازَنی) یا زبان تَبَری(طبری) یا زبان تَپوری (به مازندرانی: تَوِری، مازِرونی، تاتی، گلکی، گالشی) نام یکی از زبان‌های ایرانی شمال‌غربی است که در گروه زبان‌های کاسپین قرار دارد و ریشه در زبان تبری کهن دارد. برای نمونه‌های کهن‌تر از زبان‌های ایرانی شمال غربی می‌توان به زبان مادی و زبان پارتی اشاره کرد. به باور زبان‌شناسان گیلکی زبان خواهر مازندرانی است و نزدیکترین زبان از دید دستوری به این زبان است. زبان مازندرانی نزدیک به پنج میلیون گویشور دارد. مردم مازندران به شعرهای آوازی خود تَوِری می‌گویند.
زبان تبری در سده‌های ششم و هفتم هجری (سده یازدهم و دوازدهم میلادی) به جایگاه زبان ادبی دست یافته بود ولی امروزه دارای رسم‌الخط ویژه‌ای نیست. روزی این زبان رقیب اصلی زبان فارسی دری بود و می‌رفت تا زبان رسمی ایرانیان شود و تنها بخاطر ناپایداری فرمانروایی‌های محلی، نبود فرمانروایی توانمند و پیدایش و چیرگی فرمانروایی‌های محلی در خراسان، نتوانست چیرگی خود را بپذیرند؛ چرا که زبان فرمانروایان بود. فارسی و تبری تنها زبان‌های زنده از خانوادهٔ زبان‌های ایرانی هستند که آثاری با پیشینه هزار ساله دارند و به جز مازندرانی، هیچ زبان دیگری از زبان‌های ایرانی شمال غربی دارای ادبیات نوشته‌شده هزار ساله نیست.
امروزه زبان مازندرانی در بخشی بزرگی از استان مازندران گفتگو می‌شود که از غرب به استان گیلان، از جنوب غرب به استان قزوین، از شرق به قسمت‌های غربی استان گلستان، از جنوب شرقی به قسمت‌های شمالی استان سمنان و از جنوب به قسمت‌های شمالی استان تهران و استان البرز بسته می‌شود.

## نام زبان

### نام تاریخی زبان
مردم مازندران در درازای تاریخ زبان خود را تبری و مازندرانی نامیده‌اند و برای خود یک فرهنگ تبری جدا از دیگر اقوام در نظر می‌گرفتند. مردم مازندران به شعرهای آوازی خود تَبَری و  ' تَوری"می‌گویند. در درازای تاریخ در تمام اسناد و منابع تاریخی زبان اهالی مازندران به طبری و مازندرانی معروف بوده است. در جدول زیر نام زبان مردم مازندران در درازای تاریخ آورده شده است.
| شماره | تاریخ نگارش | نام زبان مردم مازندران                  | نام منبع                                      | نویسنده                                                                            |
| ----- | ----------- | --------------------------------------- | --------------------------------------------- | ---------------------------------------------------------------------------------- |
| ۱     | ۳۷۵ قمری    | زبان طبرستان                            | أحسن التقاسیم فی معرفة الإقلیم                | عبدالله مقدسی ،۱۳۸۵، ص۳۶۸                                                          |
| ۲     | ۳۷۸ قمری    | زبان طبری                               | تاریخ قم                                      | حسن بن محمد قمی، ۱۳۶۱، ص۲۲۶                                                        |
| ۳     | ۳۸۳ قمری    | زبان طبرستان                            | تاریخنامه طبری                                | ابوعلی بلعمی، ۱۳۸۰، ص۵۲۶                                                           |
| ۴     | ۴۷۵ قمری    | زبان طبری                               | قابوس نامه                                    | عنصرالمعالی کیکاووس بن اسکندر ،۱۳۶۴، ص۹۸                                           |
| ۵     | ۴۹۵ قمری    | زبان کوهی                               | نوروزنامه                                     | خیام نیشابوری، ۱۳۸۵، ص۸۰                                                           |
| ۶     | ۵۰۰ قمری    | زبان طبری                               | تحفة القرائب                                  | حاسب طبری، ۱۳۹۱، ص۱۶۲                                                              |
| ۷     | ۶۰۷ قمری    | زبان طبرستان                            | مرزبان نامه                                   | سعدالدین وراوینی، ۱۳۷۶، ص۱۰                                                        |
| ۸     | ۶۱۳ قمری    | زبان طبری                               | تاریخ طبرستان                                 | ابن اسفندیار، ۱۳۶۶، ج ۲، ص ۱۱۵                                                     |
| ۹     | ۸۰۵ قمری    | زبان طبری                               | تاریخ رویان                                   | اولیالله آملی، ۱۳۱۳، ص۸۵–۱۱۱                                                       |
| ۱۰    | ۸۱۸ قمری    | زبان مازندرانی                          | جامع الألحان                                  | عبدالقادر مراغی، ۱۳۸۸، ص۳۷۷                                                        |
| ۱۱    | ۸۹۲ قمری    | زبان طبری، زبان مازندرانی               | تاریخ طبرستان و رویان و مازندران              | ظهیرالدین مرعشی، ۱۳۱۶، ص۱۵-۱۶-۱۹-۲۱-۲۷-۸۶-۸۷-۱۱۹-۲۳۵-۳۴۸-۴۳۹                       |
| ۱۲    | ۱۰۲۷ قمری   | زبان مازندرانی                          | سفرنامه پیترو دلاواله                         | پیترو دلاواله، ۱۳۸۰، ص۶۰۳                                                          |
| ۱۳    | ۱۰۴۴ قمری   | زبان مازندرانی، لغت مازندران            | تاریخ مازندران                                | ملاشیخعلی گیلانی، ۱۳۵۲، ص۹۴                                                        |
| ۱۴    | ۱۰۷۵ قمری   | زبان مازندرانی                          | تاریخ خاندان مرعشی مازندران                   | میرتیمور مرعشی، ۱۳۵۶، ص۱۰–۳۶۴                                                      |
| ۱۵    | ۱۰۷۸ قمری   | لغت مازندران، لغت طبرستان               | تحفة المونین                                  | حکیم مؤمن تنکابنی، ص۳۷-۳۸-۷۲-۱۶۲-۲۲۵                                               |
| ۱۶    | ۱۲۶۰ قمری   | زبان مازندری، زبان تبری، پهلوی تبرستانی | انجمن آرای ناصری                              | رضا قلی خان هدایت طبرستانی، ۱۳۳۸، ص۱۰۶-۱۱۷-۱۱۸-۱۵۴-۱۷۶-۲۷۴-۳۲۴-۳۶۰-۳۹۸-۴۱۵-۴۴۹-۵۹۰ |
| ۱۷    | ۱۲۶۰ قمری   | لفظ پهلوی، زبان پهلوی                   | ریاض العارفین                                 | رضا قلی خان هدایت طبرستانی، ص۵۵                                                    |
| ۱۸    | ۱۲۶۴ قمری   | مازندرانی                               | نصاب طبری                                     | امیر تیمور قاجار ساروی، ۱۳۶۱، ص۵                                                   |
| ۱۹    | ۱۸۴۲ میلادی | گویش مازندرانی                          | ترانه‌های محلی ساکنان کرانه‌های جنوبی دریای خزر | الکساندر خودزکو، ۱۳۵۴، ص۱۶–۲۴                                                      |
| ۲۰    | ۱۲۷۶ قمری   | مازندرانی                               | سفرنامه استرآباد و مازندران و گیلان           | میرزا ابراهیم، ۱۳۵۵، ص۱۲۱-۱۳۵-۱۳۹-۱۹۷                                              |
| ۲۱    | ۱۸۵۹ میلادی | زبان محلی مازندرانی                     | سفرنامهٔ شمال                                  | چارلز فرانسیس مکنزی، ۱۳۵۹، ص۶۷                                                     |
| ۲۲    | ۱۸۶۰ میلادی | مازندرانی                               | سفرنامه ملگونف به سواحل جنوبی دریای خزر       | گریگوری ملگونف، ۱۳۶۴، ص۹۲–۴۵                                                       |
| ۲۳    | ۱۲۸۲ قمری   | زبان مازندرانی                          | سفرنامه ناصرالدین شاه                         | ناصرالدین شاه، ۱۳۴۹، ص۱۳۸-۱۴۰-۱۵۷                                                  |
| ۲۴    | ۱۲۸۳ قمری   | زبان مازندرانی                          | کنزالأسرار مازندرانی                          | امیر پازواری، ۱۳۴۹، ص۱۷–۱۸                                                         |
| ۲۵    | ۱۲۸۸ قمری   | زبان طبری                               | مجمع الفحصا                                   | رضا قلی خان هدایت طبرستانی، ۱۳۴۰، ص۱۱۰۳                                            |
| ۲۶    | ۱۲۹۹ قمری   | زبان مازندرانی                          | سفرنامه میرزا محمد مهندس                      | میرزا محمد مهندس، ۱۳۹۰، ص۴۲۳                                                       |
| ۲۷    | ۱۳۲۴ قمری   | زبان مازندرانی                          | مرآت الوقایع مظفری                            | عبدالحسین خان سپهر، ۱۳۶۸، ص۱۵۳                                                     |
| ۲۸    | ۱۳۳۱ قمری   | زبان مازندرانی                          | سفر مازندران و وقایع مشروطه                   | غلامحسین افضل الملک، ۱۳۷۳، ص۱۲۹                                                    |
| ۲۹    | ۱۳۴۴ قمری   | زبان مازندرانی                          | مازندران و استرآباد                           | رابینو، ۱۳۴۳، ص۳۶-۳۹-۱۲۶                                                           |

نخستین اشاره‌ها به زبان طبرستان در سرآمدهای جغرافیایی نخستین سده‌های هجری نوشته شده است. محمد بن احمد شمس‌الدین المقدسی جغرافی‌دان قرن چهارم هجری در کتاب احسن التقاسیم فی معرفة الاقالیم آورده است: لِسانٌ قومِس و جُرجان مُتَقارِبانِ یَستَمِعونَ اِلها یَقولونَ هاده و هاکِن و لهٌ حَلاوَةٌ و لِسانُ اَهلِ طبرستانَ مُقارِبٌ لَها الّی فی عَجَلِهِ یعنی زبان کومش و گرگان بهم نزدیک است و می‌گویند هاده و هاکِن [«بِده» و «بِکُن»] و آن را شیرینی است و زبان مردم طبرستان بدان‌ها نزدیک است تفاوت ندارد، مگر آنکه در آن شتاب است. همچنین در جهان‌نامه، متن جغرافیایی از سال ۶۰۵ هجری، آمده است: اهل طبرستان سخن به تعجیل گویند و شتابزده باشند. کیفیت شتاب در زبان کنونی اقوام طبری نیز شنیده می‌شود.

### نام گونه‌های زبان مازندرانی
زبان طبری یا مازندرانی با توجه به گونه زندگی، سبک زندگی و شرایط اقلیمی در میان گویشوران با نام‌های گوناگونی شناخته می‌شود و همه طبری زبانان از یک نام خاص استفاده نمی‌کنند. نام گونه‌های زبان مازندرانی به بیان زیر می‌باشند:
1. طبری: نام طبری کهن‌ترین نام زبان مازندرانی می‌باشد که همچنان توسط بخشی از مازندرانی‌ها استفاده می‌گردد. این نام توسط نویسندگان طبرستان و مازندران از قرن چهارم تا به امروزه استفاده می‌شود. نام طبری برگرفته از نام قوم طبری می‌باشد. قوم طبری به تیره‌های همچون مازرونی، گلک (گیلک)، گالش، تات، کتول، الیکایی (الکایی) و طالقانی تقسیم می‌شوند. واژه طبری توسط بومیان مازندران بگونه تبری یا توری گفته می‌شود.
2. مازندرانی: نام مازندرانی دومین نام کهن این زبان هست که از قرن ششم قمری تا به امروز استفاده می‌گردد. مازرونی‌ها بخشی از قوم طبری می‌باشند که زبان خود را مازرونی می‌نامند. واژه مازندرانی توسط بومیان مازندران بگونه مازرونی گفته می‌شود.
3. گلکی: نام گلکی یکی از نام‌های رایج این زبان می‌باشد که از قرن سیزدهم قمری استفاده می‌گردد. گلک یا گیلک بخشی از قوم طبری می‌باشند که گویش خود را گلکی یا گیلکی می‌نامند. واژه گلک یا گیلک در زبان طبری به معنای دهقان و روستایی و یکجانشین می‌باشد.
4. گالشی: نام گالشی یکی از نام‌های رایج این زبان می‌باشد که از قرن سیزدهم قمری توسط بخشی از کوهنشین‌های مازندران استفاده می‌شود. گالش‌ها بخشی از قوم طبری می‌باشند که گویش خود را گالِشی می‌نامند. گالش‌ها در کوهستان‌های مازندران سکونت دارند. واژه گالش در زبان طبری به معنای کوهنشین و دامدار می‌باشد.
5. تاتی: نام تاتی یکی از نام‌های رایج زبان طبری می‌باشد که از قرن سیزدهم توسط کوهنشین‌های شرق مازندران از منطقه هزارجریب تا سدن رستاق کردکوی استفاده می‌شود. تات‌های مازندران بخشی از قوم طبری می‌باشند که گویش خود را تاتی می‌نامند. تات در زبان طبری به معنای روستایی می‌باشد با این حال این واژه در ادبیات به معنای عجم و غیر ترک می‌باشد.
6. کتولی: نام کتولی یکی از نام‌های رایج زبان طبری می‌باشد که از قرن هشتم توسط سکنه شهرستان علی‌آباد استفاده می‌شود. کتول‌ها بخشی از قوم طبری می‌باشند که گویش خود را کتولی می‌نامند. کتول‌ها در شهرستان علی‌آباد و شهرستان گرگان سکونت دارند.
7. الیکایی: نام الیکایی یا الکایی یکی از نام‌های رایج زبان طبری می‌باشد که از قرن نهم توسط سکنه آرادان و گرمسار استفاده می‌شود. الیکایی‌ها بخشی از قوم طبری می‌باشند که گویش خود را اَلیکایی می‌نامند.
8. طالقانی: نام طالقانی یکی از نام‌های رایج زبان طبری می‌باشد که از قرن سیزدهم توسط سکنه طالقان استفاده می‌شود. طالقانی‌ها بخشی از قوم طبری می‌باشند که گویش خود را طالقونی می‌نامند.

## تقسیم‌بندی تاریخی زبان طبری
زبانشناسان زبان طبری را برحسب زمان و ژانر به سه دوره باستان (کهن)، میانه و نو تقسیم نموده‌اند:
1. طبری باستان (کهن): این دوره از پادشاهی فیروز ساسانی تا روی کار آمدن حکومت مرعشیان را در بر می‌گیرد و به جز یک نمونه پیش از اسلام بقیه اشعار مربوط به پس از اسلام هستند و عمده آثار این دوره مربوط به قرن چهارم تا هفتم می‌باشند که مشتمل بر اشعار شاعران عصر اسپهبدان طبرستان است. همچنین گویش گرگانی قدیم که عبدالله مقدسی از آن به عنوان زبانی بسیار نزدیک به مازندرانی یاد می‌کند مربوط به این دوره می‌باشد. بخش قابل توجهی از آثار این دوره برای طبری‌زبانان قابل فهم می‌باشد.
2. طبری میانه: این دوره از حکومت مرعشیان تا صفویه را در بر می‌گیرد و عمده آثار این دوره مربوط به قرن هفتم تا نهم می‌باشد و مشتمل بر ترجمه قرآن مجید و مقامات حریری است. همچنین گویش استرآبادی قدیم که بسیار به مازندرانی نزدیک می‌باشد مربوط به این دوره می‌باشد. اکثر آثار این دوره برای طبری‌زبانان قابل درک می‌باشد.
3. طبری نو: این دوره از حکومت صفویه تا قاجار را در بر می‌گیرد و عمده آثار مربوط به قرن نهم تا دوازدهم می‌باشد و مشتمل بر کنزالاسرار امیر پازواری و اشعار طالب آملی در عهد صفویه و اشعار رضا خراتی کجوری در عهد زندیه و چند اثر مربوط به عهد قاجار همچون ترجمه طوفان البکا می‌باشد. زبان طبری فعلی با طبری این دوره یکی می‌باشد و برای گویشوارن مازندرانی کاملاً قابل فهم است. ادبیات مازندرانی پس از قاجار ادامهٔ این دوره می‌باشد.

اشعار مربوط به کنزالاسرار به دو دسته طبری شرق مازندران و طبری غرب مازندران تقسیم می‌شود.

## طبقه‌بندی
زبان مازندرانی به شاخهٔ شمال غربی یا میانه زبان‌های ایرانی تعلق دارد و در کنار گیلکی، تالشی و گروه گویش‌های پیرامون سمنان گروه زبان‌های کاسپین را تشکیل می‌دهد. گیلکی زبان خواهر مازندرانی در این گروه زبانی است. نظامی از مرزهای همگویی متشکل از پیشامازندرانی، نیای گویش‌های پیرامون مازندران (به جز سمنان)، پیشا هرزندی در شمال آذربایجان و دیملی در شرق آناتولی پیشنهاد شده است. به هر روی به دلیل نفوذ شدید ایرانی جنوب غربی، بسیاری از مشخصه‌های میانی در مازندرانی تنها به‌طور پراکنده تداوم یافته است. در دوره‌های اخیر، شکوفایی اقتصادی این استان و نزدیکی آن به تهران، فارسی‌سازی آن را تشدید کرده: سیل شدید واژگان، حروف اضافه، و حتی وام گرفتن تکواژها. با وجود نفوذ عظیم فارسی، بسیاری از عناصر بومی در برابر فارسی سازی مقاومت کرده‌اند. مازندرانی همچنان یک زبان حرف اضافه پسین دارای یک نظام صرف ضمایر شخصی مانده. افعال آن نه تنها در بن و بخش پایانی بلکه در وجه دستوری و زمان با فارسی تضاد دارند. واژگان به تنهایی مازندرانی را نسبت به فارسی به‌طور متقابل نامفهوم می‌کند. با وجود همسایگی سکنی گزیدگان ترکمن، اثر مستقیم ترکی بر مازندرانی بسیار مختصر است. وام‌ها از روسی قابل توجه است، که در زمان حضور روسیه در مازندران در قرن نوزدهم رخ داده.

## تاریخچه

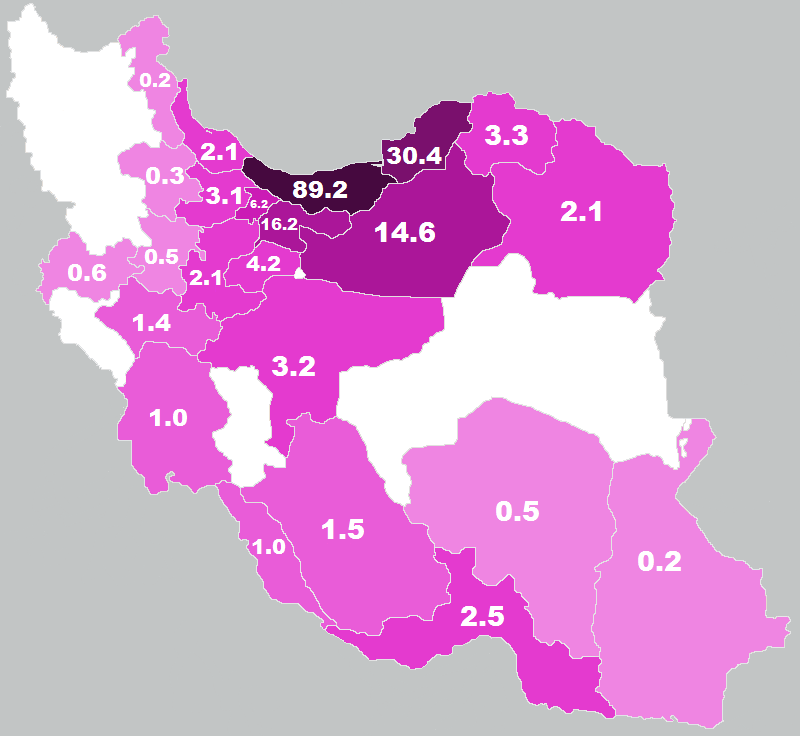
پراکندگی مردم مازندرانی در استان‌های ایران

در کتاب انتخابات البهیه به نقل از کتاب مسالک الممالک اصطخری در باب زبان مازندرانی آمده است: طبرستان زمینی هامون است و کشاورزی کنند و ستور دارند و زبانی دارند نه تازی نه پارسی و بومی هستند که دیگر دیلمان زبان ایشان را ندانند و تا روزگار حسن بن زید(۲۵۰–۲۷۰) مردم طبرستان و دیلمان کافر بودند. مقدسی در قرن چهارم می‌نویسد: زبان مردم گرگان و قومس باهم قرابت دارد و مردم آنجا «ه» را زیاد به کار می‌برند و می‌گویند «هاکن» و «هاده» و زبان مردم طبرستان بدان نزدیک است مگر آنکه در آن عجله و شتابناکی هست. زبان مردم دیلم پیچیده و برعکس است و گیلانیان «خ» را زیاد استعمال کنند.
قلمرو تاریخی این زبان با جغرافیای تاریخی آن تفاوت چشمگیر ندارد. چنانچه حدود العالم حد خاوری زبان طبری را دیوار تمیشه می‌داند که در فراسوی آن لوترای استراباد و فارسی گرگانی رواج داشت. لیکن حدود باختری زبان طبری ظاهراً قدری غربی تر از دامنه امروزین آن بوده و تا ملاط که کیائیان گیلان بر آن فرمان می‌راندند، دامن می‌گسترده است.
همچنین شمس‌الدین مقدسی گویش گرگان و طبرستان را نزدیک به هم می‌داند و گویش استرآبادی که تا قرن هفدهم در استرآباد (گرگان فعلی) گویش می‌شد به شدت به زبان مازندرانی شباهت دارد.
الکساندر خوجکو (۱۸۰۴–۱۸۸۱) زبانشناس، خاورشناس و شاعر لهستانی ساکن در روسیه سه بار تمام طول مازندران و گیلان پیمود و با این دو زبان و ادبیات محلی آن آشنایی پیدا کرد و برخی اشعار محلی مازندرانی و گیلکی را در کتاب خود (نمونه‌های شعر عامه در ایران) آورده است. به گفتهٔ خوجکو مرز زبانی گیلکی و طبری به شرح زیر می‌باشد:
1. گیلکی: گیلکی در گیلان از دینه چال (شرق رضوانشهر) تا دهانه پل رود (غرب کلای چای) صحبت می‌شود.
2. مازندرانی: مازندرانی از دهانه پل رود (شرق کلای چای) تا قره سو (رودی که از رامیان سرچشمه می‌گیرد و وارد ترکمن صحرا شده و به بندر ترکمن ختم می‌شود) که سر حد ایرانیان با ترکمنان یموت است صحبت می‌شود؛ بنابراین در این دوره زبان مازندرانی محدوده غرب رامیان تا شرق کلای چای را در بر می‌گیرد.

## پراکندگی

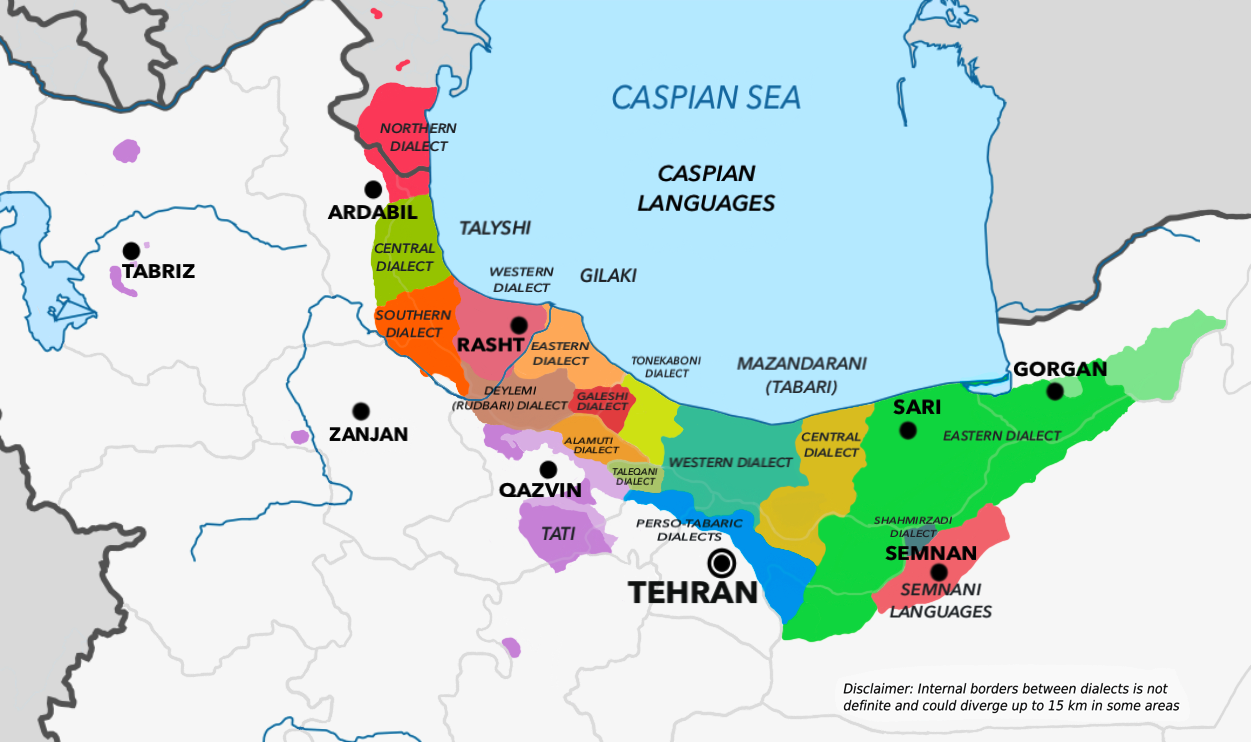
نقشه زبان‌های خانواده زبان‌های کاسپین

زبان مازندرانی تنها در کشور ایران تکلم می‌شود. پراکندگی این زبان در نیمه شمالی این کشور است و به جز استان مازندران که نام این زبان از آن گرفته شده در استان‌های گلستان، سمنان، تهران و البرز نیز در میان برخی مردم بومی آن مناطق رواج دارد. پاره‌ای از ایل‌های کوچ‌نشین که در شمال ایران به سر می‌برند نیز مازندرانی‌زبان هستند. زبان مازندرانی (تبری)، زبان کرانه‌های جنوبی دریای مازندران، دامنه‌های شمالی البرز و بخش گسترده‌ای از شمال ایران بوده است که بالغ برشش میلیون نفر از جمعیت کشورمان را در برمی گیرد. زبان مازندرانی، زبان بومی مازندرانی‌ها، یعنی ساکنان اصلی استان‌های مازندران، گلستان، و مناطق شمالی استان‌های سمنان، تهران و البرز است.
مراد از طبری یا مازندرانی زبانی است که در هامون و کوهستان مازندران درواقع میان گرگان و گیلان رواج دارد. حد جنوبی مازندرانی از مرزهای استان کنونی درمی‌گذرد و در مسیر جاده تهران به فیروزکوه و دماوند می‌رسد و تا لواسان و رودبار قصران و گچسر به فاصله یک تیغه کوه از شهر تهران پیش می‌رود. گویش شهمیرزاد در شهرستان مهدیشهر سمنان نیز از جنس مازندرانی است. سامان لهجه‌های مازندرانی را از خاور به باختر چنین بیان می‌توان نمود: بهشهر (هامون) و چهاردانگه (کوهستان)، ساری و دودانگه، علی‌آباد و سوادکوه، بابل و بندپی، آمل و لاریجان، نور و کجور، چالوس و کلار.
در خصوص مرز غربی زبان مازندرانی نظرات مختلفی توسط زبان‌شناسان ابراز شده است.
به گفتهٔ حبیب برجیان محدودهٔ جغرافیایی فعلی مازندرانی‌زبانان از دشت‌های گرگان در شرق تا مرز گیلان امتداد دارد. گستره جنوبی نواحی که اکثریت به زبان مازندرانی سخن می‌گویند، تا حدودی ناشناخته است و این زبان فراتر از رشته کوه البرز، شامل سوادکوه، فیروزکوه و دماوند می‌شود و تمام مسیر جنوب به حومه تهران در شمیرانات، لواسانات، رودهن و غیره را در بر می‌گیرد. روستای ولاترو استان البرز که گویش آن توسط لامبتون (۱۹۳۸) ضبط شده است نیز گویشی از زبان مازندرانی می‌باشد. در حاشیه جنوب شرقی مازندران، مجموعه ای از شهرها دراطراف شهر سمنان مانند سنگسر (مهدیشهر)، سرخه، لاسجرد، افتر وجود دارد که گویش آن دارای خصوصیات مشترک قابل توجهی با زبان مازندرانی است به خصوص گویش شهمیرزادی که گونه ای از زبان مازندرانی است. استیلو حد غربی زبان مازندرانی را تا چالوس می‌داند و گویش منطقه کلاردشت، تنکابن و رامسر را حالت انتقالی بین گیلکی و مازندرانی می‌داند حبیب برجیان (به نقل از استیلو ۲۰۰۱) مرز زبان مازندرانی را از دشت گرگان در شرق تا رودخانه چالوس در غرب ذکر کرده است و گویش منطقه کلار و تنکابن (بخش غربی رویان تاریخی) که در مرزهای استان مازندران قرار دارند را به دلیل اینکه گویشوران آن درک متقابل پایین نسبت به گویشوران زبان گیلکی و زبان مازندرانی دارند به عنوان سومین گروه از زبان‌های کاسپین تعیین شده است. رودیگر اشمیت گویش بومی منطقه تنکابن را گویشی از زبان مازندرانی معرفی می‌کند. به گفته حبیب برجیان امروزه نمی‌توان مرز مشخصی میان زبان‌های طبری و گیلکی تعیین کرد؛ زبان مازندرانی در حرکت به سوی غرب، تدریجاً با گیلکی تلفیق می‌شود. گویش بین تنکابن و کلاردشت، انتقالی بین مازندرانی و گیلکی است، و به دلیل تفاوت‌های شکل و لغات، قابلیت فهم متقابل آن با گیلکی و مازندرانی محدود است. ایضاً گویش رامسری نیز گویشی انتقالی میان دو زبان است. برخی زبان‌شناسان زبان مازندرانی را در شرق استان گیلان رایج می‌دانند، به‌طوری که حسین وثوقی گویش چابکسر را مازندرانی می‌داند و بهرام فره وشی زبان‌شناس و متخصص زبان‌های ایرانی، گویش منطقه لاهیجان را گونه‌ای میانه مازندرانی و گیلکی می‌داند، ولی در ایرانیکا گویش بین منطقه تنکابن تا کلاردشت به عنوان گویش میانی گیلکی و مازندرانی در نظر گرفته شده است و گلاتولوگ تا رامسر را مازندرانی در نظر گرفته است. به گفتهٔ منیژه یوحنایی حوزه گستردگی زبان مازندرانی از شرق تا گرگان از جنوب تا شهمیرزاد، سنگسر، فیروزکوه، دماوند، لواسانات و مناطق شمالی امامزاده داوود و طالقان و از غرب تا تنکابن است.
زبان مازندرانی در خارج از حوزه جغرافیای سیاسی مازندران در شهرها و روستاهای استان‌های مجاور، مانند نوکنده، بندرگز، کردکوی، و گرگان تا علی‌آباد کتول در استان گلستان، منطقه قصران داخل (شهرستانک، میگون، لالان، اوشان، فشم، آهار، گرمابدر، شمشک، دربندسر، آسارا) و گچسر و ولاترو و روستاهای سرشاخه‌های اصلی رودخانه‌های جاجرود و کرج و مناطق شمالی کوه‌های امامزاده داوود و طالقان و منطقه دماوند (شامل نواحی کوهستانی شهر دماوند، رودهن و بومهن) تا فیروزکوه، قزوان چای و زرین‌دشت و سیمین‌دشت در حاشیهٔ حبله رود از استان تهران و مناطق پرور، چاشم و شهمیرزاد و عشایر الیکایی گرمسار و آرادان در استان سمنان گویش می‌شود. شایان ذکر است که این زبان و گویش فارسی خراسانی تأثیراتی بر روی یکدیگر گذاشته‌اند.
به‌طور کلی حوزه گستردگی زبان مازندرانی از شمال به دریا خزر، از شرق تا گرگان (گلستان)، از جنوب تا منطقه شهمیرزاد، سنگسر، فیروزکوه، دماوند، لواسانات، کوه‌های امامزاده داوود و طالقان و از غرب تا تنکابن است.
این زبان در
1. استان مازندران، از شرق تا گلوگاه. مرز غربی آن توسط زبان‌شناسان مورد اختلاف است. استیلو حد غربی زبان مازندرانی را تا چالوس می‌داند و گویش منطقه کلاردشت، تنکابن و رامسر را حالت انتقالی بین گیلکی و مازندرانی می‌داند[۴۲][۵۲] و رودیگر اشمیت گویش بومی منطقه تنکابن را گویشی از زبان مازندرانی معرفی می‌کند.[۶۲] و گلاتولوگ تا رامسر را مازندرانی می‌داند[۶۸] برخی تا شرق گیلان و چابکسر را مازندرانی می‌دانند[۷][۸][۷۱][۷۲] بهرام فره وشی زبان‌شناس و متخصص زبان‌های ایرانی، گویش منطقه لاهیجان را گونه‌ای میانه مازندرانی و گیلکی می‌داند.[۶۵][۶۶]
2. استان گلستان در مناطقی مانند بندرگز، کردکوی، گرگان، علی‌آباد کتول و به‌صورت پراکنده در سایر مناطق استان
3. استان سمنان مناطقی مانند شهمیرزاد، شاهرود، گرمسار، دامغان، کلاته رودبار، آرادان، دیباج، مجن، کهن آباد، خطیرکوه، فولاد محله، فروان، چاشم، رامه، قالیباف و چهارطاق
4. مناطق شرقی و شمالی استان تهران مانند فیروزکوه، دماوند، رودهن، بومهن، رودبار قصران شمیرانات و لواسان
5. مناطق شمالی استان البرز مانند طالقان، ولاترو، شلنک، لانیز، همه جا و شهرستانک
6. همچنین در بین برخی از ایلات و عشایر همچون الیکایی، بختیاری، قشقایی و عرب میش مست در آرادان، گرمسار و ورامین رواج دارد. گویش الیکایی رایج‌ترین زبان در شهرستان آرادان می‌باشد.[۷۳]

گلاتولوگ زبان مازندرانی را به شش گویش زیر تقسیم نموده است.
1. کاسپین مرکزی: شامل گونه‌های کلارستاقی، کلاردشتی، تنکابنی و رامسری
2. گالشی
3. گچسری
4. مازندرانی شرقی
5. مازندرانی غربی
6. ولاترو

## لهجه‌ها

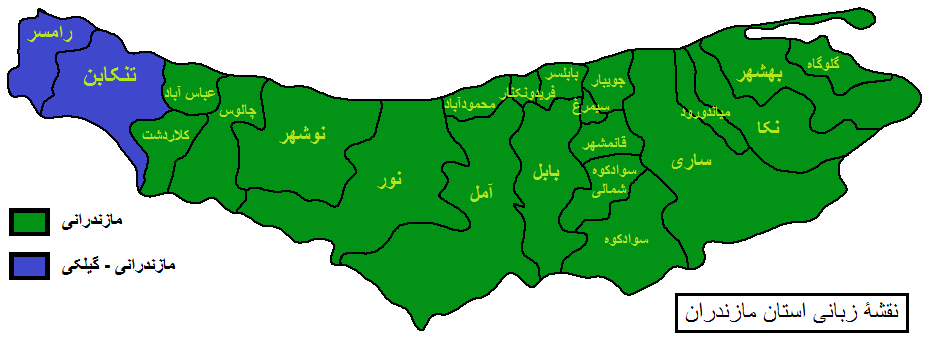
نقشهٔ زبانی استان مازندران

بررسی کارشناسانه در جلگه‌ها و سپس نواحی کوهستانی موجب شناسایی دوازده لهجه مختلف در مازندران شده است:
1. منطقه علی‌آباد کتول: شامل نواحی روستایی کوهستانی شمال شاهوار و مناطقی چون کتول، پیچک محله، محمودآباد، فاضل آباد و جلگه‌های غیرترکمن‌نشین بلوک استارآباد قدیم.
2. منطقه کردکوی: شامل هزار جریب شرقی، شاه کوه زیارت، بالاجاده، رادکان، گز شرقی و غربی و روستاهای غیر ترکمن‌نشین از زنگی محله گرگان و چهاردانگه تا گلوگاه.
3. منطقه بهشهر: شامل چهاردانگه هزارجریب از سورتی تا کیاسر و روستاهای مناطق جلگه‌ای از گلوگاه، شاه کیله تا انتهای منطقه قره طغان و رودخانه نکارود.
4. منطقه ساری: شامل چهاردانگه از کیاسر تا کوهستان‌های دودانگه، جلگه‌های مابین میان دورود و جلگه‌های مناطق غربی تجن رود تا جویبار.
5. منطقه قائمشهر: شامل مناطق کوهستانی فیروزکوه، سوادکوه و روستاهای جلگه‌ای حد فاصل بین کیاکلا، جویبار و روستاهای کوهپایه‌ای بیشه سر.
6. منطقه بابل: از مناطق کوهستانی چلاو آمل تا بندپی، امامزاده حسن در سمت غربی آلاشت و نواحی جلگه‌های حد فاصل فریدونکنار، بابلسر، بهنمیر، کیاکلا تا روستاهای کوهپایه‌ای کهنه خط، گنج افروز و بابل کنار.
7. منطقه آمل: از کوهستان‌های بندپی تا چلاو، لاریجانات، نمارستاق و کلارستاق آمل تا حوالی امامزاده هاشم و جلگه‌های دو سمت هراز، دشت‌سر و محمودآباد و کوهپایه‌ها و جلگه‌های جاده چمستان، میان آمل و نور.
8. منطقه نور و نوشهر: شامل بخشی از روستاهای بیرون بشم، کجور، محال ثلاث و جلگه‌های حد فاصل سرخ رود تا رودخانه چالوس.
9. چالوس و تنکابن شرقی: شامل مناطق کلارباستانی، برخی از روستاهای کوهپایه‌ای منطقه بیرون بشم ولنگا و نواحی جلگه‌ای از آب چالوس و عباس‌آباد و رودخانه نشتا به مرکزیت عباس‌آباد.
10. تنکابن مرکزی: شامل لهجه‌های دوهزاری و سه هزاری و خرم‌آبادی و گلیجانی چالکش یعنی حدفاصل آب نشتا تا آب شیرود.
11. منطقه قصران باستانی: شامل مناطق اوشان، فشم، شمشک، دیزین، گاجره و روستاهای کوهپایه‌ای توچال تا مناطق غربی رودخانه جاجرود.
12. منطقه دماوند: شامل نواحی کوهستانی شهرستان دماوند، رودهن، بومهن تا فیروزکوه.[۷۶]

### قصران باستانی
زبان عمومی مردم قصران لهجه‌ای از زبان باستانی پهلوی رازی است که زبان مازندرانی و اندکی عربی بدان درآمیخته و از زبان دری نیز در قرون اسلامی تأثیر یافته است، و هر چه از ری به مازندران نزدیکتر شوند بر میزان لهجهٔ مازندرانی به همان نسبت افزوده می‌شود، چنان‌که در لهجهٔ میگون و شمشک و دربندسر و لالان و زایگان و روته و گرمابدر و شهرستانک همچنین آبنیک و امامه لهجهٔ مازندرانی غلبه دارد. آن لمبتون در کتاب Three Persian Dialects در سال ۱۹۳۸ به بررسی گویش ولاترو/ولایت‌رود که جزو گویش‌های منطقه قصران می‌باشد، پرداخته است.
گیتی دیهیم در کتاب بررسی خرده‌گویش‌های منطقهٔ قصران به انضمام واژه‌نامهٔ قصرانی آورده است: البته زبان رایج در لالان مانند اوشان، فشم، میگون و لواسان، کاملاً تاتی نیست و زبان مازندرانی بسیار در آن نفوذ یافته است. گویش مردم لالان به گویش روستاهای امامه، زایگان، آبنیک، گرمابدر، میگون و شمشک در قصران بسیار نزدیک است. نفوذ مازندرانی در زبان تاتی قصران به این دلیل است که قصران در گذشته تحت حاکمیت طبرستان قرار داشته اما در تقسیمات کشوری معاصر جزو استان تهران محسوب می‌شود.حسین کریمان در جلد دوم کتاب قصران کوهسران آورده است :منطقه قصران باستانی شامل مناطق اوشان، فشم، شمشک، گاجره و روستاهای کوهپایه‌ای توچال تا مناطق غربی رودخانه جاجرود. زبان عمومی مردم قصران لهجه‌ای از زبان باستانی پهلوی است که زبان طبری یا مازندرانی، که از ریشهٔ زبانهای دیرین ایرانی است، و عربی و اندکی ترکی، بدان درآمیخته و از زبان دری نیز در قرون اسلامی تأثیر یافته است، و هر چه از ری به مازندران نزدیک تر شوند بر میزان لهجهٔ مازندرانی به همان نسبت افزوده می‌شود، چنان‌که در لهجهٔ میگون و شهرستانک و لالان و زایگان و روته و گرمابدر و شمشک و دربندسر لهجهٔ مازندرانی غلبه دارد.

## گویش‌ها
به اعتقاد ایرج سام هیچ جای دنیا جز مازندران، زبانی با گویشورهای متفاوت ندارد. وی در گفتگو با مهر با اشاره به وجود زبان کتولی یا مازنی در مازندران، آن را یکی از خاص‌ترین و ویژه‌ترین زبان‌های ایران دانست و گفت: در هیچ جای دنیا، جز مازندران یک‌زبان با گویشورهای متفاوت وجود ندارد، در غرب مازندران به دلیل برخورد با قوم گیلان، گویش رامسر، مازندرانی محسوب می‌شود و متفاوت با گویش تنکابن است و از سوی دیگر زبان کلاردشت، کلارستاق و چالوس نیز باهم متفاوت است و در دو سوی رودخانه چالوس، یکسو قوم کجوری‌ها وجود دارد که زبانش با زبان چالوس متفاوت است، همچنین زبان بابل با آمل یا قائم‌شهر و سوادکوه یا زبان ساروی‌ها با بهشهر، نکا و شرق مازندران تفاوت بسیاری دارد.

### گویش گالشی مازندران
گالش‌هایی که در کوهستان مازندران زندگی می‌کنند به گویش گالشی از زبان مازندرانی سخن می‌گویند. زبانی که گالش‌ها در مازندران به آن زبان گالشی می‌گویند با زبانی که گالش‌های گیلان در شرق گیلان به آن گالشی می‌گویند متفاوت می‌باشد.
متن زیر به گویش گالشی منطقه دودانگه ساری می‌باشد:
| فارسی معیار | گویش گالشی مازندران | گویش گالشی مازندران (لاتین) |
| --- | --- | --- |
| بنده علی خورشیدیان، گالش هستم. من عرض کنم امسال نود سال دارم. رضا قلدر آمد از دست احمدشاه پادشاهی را گرفت و او را راهی خارج کرد. من پانزده سال داشتم حالا حساب کن. | بَندِ علی خورشیدیان، گالِش هَسِمه. مِن اَرز هاکِنم امسال نود دارِمبه. رضا قُلدُر بیَموئه احمدشا دَس جِه شایی رِ بَیته وِرِ رایی هاکِرده خارجه. مِن پُنزَ سال داشتِمه اِسا حساب هاکِن. | bande ali xoršidiân, gâleš hasseme. men arz hâkenem emsâl naved dârembe. reza qoldor biamue ahmad šâ-e das-je šâi-re baite o vere râi hâkerde xâreje. men ponza sâl dâšteme esâ hesâb hâken. |

### گویش شهمیرزادی
این گویش از زبان طبری در بخش شهمیرزاد در شهرستان مهدیشهر استان سمنان گویش می‌شود.

### دیباجی
دیباجی گویش مردم شهر دیباج است که در ۵۳ کیلومتری شمال شهرستان دامغان در استان سمنان واقع است. پژوهشگران زبان‌شناس دیباجی را از گویش‌های حاشیه دریای خزر می‌دانند. گویش دیباجی علی‌رغم داشتن شباهت‌هایی با گویش‌های مجاور خود بویژه نواحی شمالی، تفاوت‌هایی نیز با آنها دارد. پژوهشگران زبان‌شناس با توجه به قرابت خاص گویش دیباجی با گونه‌های مازندرانی به لحاظ صرفی و نحوی، گویش دیباجی یکی را از گونه‌های مازندرانی می‌دانند.

### گویش مجنی
گویش مجنی گویشی از زبان مازندرانی می‌باشد که در شهر مجن واقع در شهرستان شاهرود در استان سمنان گویش می‌شود.

### گویش افتری
گویش افتری گویشی از خانواده زبان‌های کومشی می‌باشد که توسط مردم روستای اَفتَر (هَفدَر)، از توابع شهرستان سرخه، استان سمنان صحبت می‌شود که همچون گویش سنگسری تحت تأثیر زبان مازندرانی (طبری) قرار دارد.

### گویش گرگانی کهن
گویش گرگانی کهن یکی از گویش‌های زبان مازندرانی است که درگذشته در شهر گرگان بدان صحبت می‌شده است.
دانشنامه ایرانیکا گویش گرگانی را گویشی از زبان مازندرانی یا گویشی بسیار نزدیک به آن می‌داند. این گویش هم‌اکنون منقرض شده است. لغت‌نامه دهخدا نیز گویش قدیم گرگانی را جزوی از زبان مازندرانی دانسته و تصریح کرده است که هنوز هم در گرگان و روستاهای اطراف گرگان گویشوران زبان مازندرانی زندگی می‌کنند.
بسیاری از نوشته‌های حروفیان به این گویش بوده است. به نظر می‌رسد گویش گرگانی در جرجان قدیم (شهری در نزدیکی گنبد) گویش می‌شده است و در استرآباد (گرگان فعلی) گویش استرآبادی گویش می‌شده که هردو گویش به زبان مازندرانی شباهت داشتند و چند قرن پیش منقرض شده‌اند.

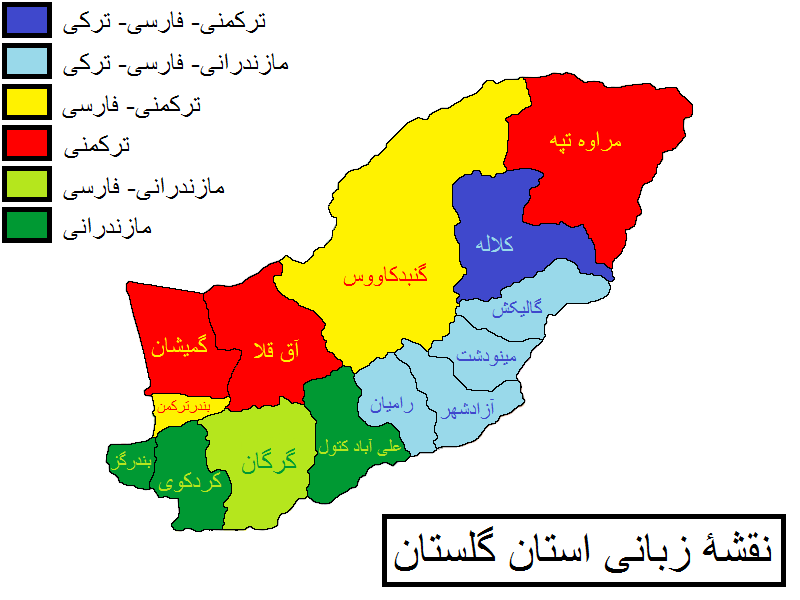
نقشهٔ زبانی استان گلستان

### گویش طبری استرآبادی
گویش طبری استرآبادی یا طبری گرگانی گویشی از زبان مازندرانی است که درحال‌حاضر در شهرستان گرگان گویش می‌شود. گویش طبری استرابادی زبان بومیان آبادی‌های دهستان استرآباد جنوبی، دهستان انجیرآب، دهستان روشن آباد و همچنین زبان بخش عمده ای از مردم شهر گرگان است. همچنین گویش کتولی که زبان بومیان شهرستان علی‌آباد کتول هست به همراه گویش طبری استرابادی در آبادی‌های دهستان استرآباد شمالی و دهستان قرق رایج هست. زیارت، اصفهان‌کلاته، لمسک، زنگی محله گرگان و کلاجان قاجار نمونه ای از آبادی‌های طبری زبان شهرستان گرگان هستند. به گزارش گلستان ما به نقل از سرویس سیاسی رادکانا: مردم غرب گرگان به زبان مازندرانی صحبت کرده و فرهنگ آنها بیشتر به سمت گلوگاه، بهشهر و بندرگز نزدیک است. در این خطه از گرگان یعنی غرب گرگان جمعیت زیادی زندگی می‌کنند که نزدیک به ۴۰ هزار نفر می‌توانستند در سال ۹۴ رای بدهند.

### گویش زیارتی
گویش زیارتی یا طبری زیارتی گویشی از زبان مازندرانی می‌باشد که در روستا زیارت واقع در جنوب شهرستان گرگان استان گلستان گویش می‌شود.
گویشی که گالش در زیارت گفته می‌شود می‌توان آن را نوعی مازندرانی توصیف کرد که تحت تأثیر سنگین زبان فارسی است. تأثیر فارسی را می‌توان در تمام سطوح مورفوسیناکس و همچنین در واژگان مشاهده کرد. با این حال، گویش زیارتی هنوز هویت مازندرانی خود را حفظ کرده است، که می‌توان به ویژه در سیستم فعل مشاهده کرد.

### گویش کتولی
گویش کتولی یکی از گویش‌های زبان طبری است که در علی‌آباد کتول و دشت کمالان در استان گلستان گویش می‌شود. از مهم‌ترین محله‌هایی که در شهرستان علی‌آباد کتول به گویش کَتولی صحبت می‌کنند: محله خارکلاته، محله علی‌آباد و روستاهای آلوستان پیچک محله کتول، مزرعه کتول و محمدآباد کتول و برفتان و شیرنگ و سنگدوین… می‌باشد.

موسیقی مقامی کتول: چاربیده (چهاربیته) کَله کَش، نی بید (نِی بیت)
منظومه عاشقانه طالب (مشترک با مازندران) و منظومه حماسی عباس گالش (مشترک با منطقه ملک)

### گویش فیروزکوهی
گویش فیروزکوهی یا گویش سِلیَری گویشی از زبان مازندرانی است که توسط بومیان فیروزکوه و آبادی‌های شهرستان فیروزکوه گویش می‌شود.

### گویش دماوندی
گویش دماوندی گویشی از زبان‌های ایرانی شمال غربی و زیرمجموعه حاشیه دریای خزر و زیر شاخه گویش‌های فارسی-مازندرانی است که در شهرستان دماوند استان تهران و بخش ایوانکی استان سمنان گویش می‌شود. این گویش همچون دیگر گویش‌های فارسی-مازندرانی با زبان مازندرانی قرابت زیادی دارد. در شمال شهر دماوند، به فاصله دو یا سه کیلومتر از مرکز شهر، گویش مازندرانی رایج است؛ اما درجنوب شهر تا شعاع ۳۰ کیلومتری لهجه‌های گویش دماوندی رواج دارد.

### طبری دماوندی
گویش طبری دماوندی گویشی از زبان مازندرانی می‌باشد که در تمام نواحی کوهستانی شهرستان دماوند و پردیس را در بر می‌گیرد. در محلات شمالی شهر دماوند تا سه کیلومتری مرکز شهر همچون دشتبان، دشتک، دشتمزار، چشمه‌علا، مشا، احمدآباد و اوره به زبان مازندرانی صحبت می‌شود. همچنین روستاهایی که در مسیر گردنه‌های گدوک و امامزاده هاشم و اطراف آنها واقع شده‌اند همگی به زبان مازندرانی صحبت می‌کنند. از مسیر گدوک: کهنک در منتهی‌الیه شرقی دماوند، آرو، روستاهای دشت کوه شامل: یهر، لی پشت، دهنار، مومج و هویر و سیدآباد درپنجاه کیلومتری گدوک و روستاهای جنوبی آن: کلاک، مشهد ویدره و از مسیر امامزاده هاشم: دهستان آبعلی شامل: مبارک‌آباد، آبعلی، قائم محله، سادات محله، کریتون، جورد، وسکاره و ایراء همگی به زبان مازندرانی صحبت می‌کنند. شهرهایی که طبری دماوندی در آن رایج هستند از قبیل زیر هستند:
1. دماوند: در شمال شهر دماوند، به فاصله دو یا سه کیلومتر از مرکز شهر، گویش مازندرانی رایج است؛ اما درجنوب شهر تا شعاع ۳۰ کیلومتری لهجه‌های گویش دماوندی رواج دارد.[۱۰۹]
2. رودهن: بومیان قدیمی شهر رودهن به زبان مازندرانی صحبت می‌کنند.
3. بومهن: بومیان قدیمی شهر رودهن به زبان مازندرانی صحبت می‌کنند.
4. آّبعلی: تمامی ساکنان شهر آبعلی به زبان مازندرانی صحبت می‌کنند.

### گویش طبری رویانی
طبری رویانی یکی از کهن‌ترین گویش‌های زبان مازندرانی است که در نواحی غربی طبرستان گویش می‌شد که خود به دو لهجهٔ طبری کلارستاقی و طبری کجوری تقسیم می‌شود. منطقه رویان کهن از نواحی غربی طبرستان بوده است که شامل شهرستان‌های نور، نوشهر، چالوس، کلاردشت (کلار)، طالقان، عباس‌آباد (لنگا)، تنکابن و رامسر (سختسر) می‌شده است و گاهی مرز غربی آن تا رودسر (هوسم) ادامه می‌یافت مردم رویان کهن به زبان طبری و گویش طبری رویانی که زبان اسپهبدان طبرستان نیز بود سخن می‌گفتند.
طبری کجوری: لهجه طبری کجوری شاخه ای از گویش طبری رویانی است که در شهرستان‌های نور و نوشهر و نواحی شرقی شهرستان چالوس گویش می‌شود.
گویش کلارستاق: لهجه طبری کلارستاقی شاخه ای از گویش طبری رویانی است که در شهرستان‌های چالوس، کلاردشت، عباس‌آباد و همچنین نواحی شرقی تنکابن همچون نشتارود گویش می‌شود.
در کتاب راهنمای زبان‌های ایرانی که به ویراستاری رودیگر اشمیت منتشر شده، گویش بومی مناطق از چالوس تا خود تنکابن (گویش منطقه کلارستاق) گویشی از زبان مازندرانی می‌باشد وبگاه گلاتولوگ گویش کلارستاق و گویش کلاردشت را گویش‌هایی از زبان مازندرانی می‌داند.حبیب برجیان گویش مناطق کجور و کلار را از لهجه‌های زبان مازندرانی می‌داند. ایران کلباسی گویش کلاردشت و تنکابن را گونه ای از زبان مازندرانی می‌داند.
در دانشنامه ایرانیکا با استناد به دونالد استیلو آمده: گویش‌های بومی حاشیه دریای خزر که در منطقه کلارستاق رایج‌اند، به همراه گویش منطقه تنکابن را شاید نتوان به‌طور دقیق به عنوان مازندرانی یا گیلکی دسته‌بندی کرد.
گویش‌های بین منطقه تنکابن تا کلاردشت به عنوان گویش میانی بین گیلکی و مازندرانی در نظر گرفته می‌شوند و حالت انتقالی دارند. تفاوت‌های واژگانی و دستوری با مازندرانی و گیلکی سبب شده که قابلیت فهم متقابل بین این گویش با آن‌ها کاهش یابد. برای همین گویش‌های منطقه تنکابن تا کلاردشت شاید باید به عنوان یک گروه زبانی سوم مستقل در منطقه خزر و یک گروه زبانی مجزا درون پیوستار گفتاری در طول مناطق ساحلی و ارتفاعات کرانهٔ خزر در نظر گرفته شوند. این گروه از رود چالوس در شرق تا رامسر در غرب را شامل می‌شود و توسط دونالد استیلو به عنوان زبان حاشیه دریای خزر مرکزی تعیین شده است، هرچند که داده‌های زبانی موجود برای این گروه پیشنهادی کم است.
زبان گیلکی به دو گویش غربی (بیه پس) و شرقی (بیه پیش) تقسیم می‌شود و گاه دو گویش دیلمی_اشکوری و گویش بینابین چابکسری_تنکابنی معروف است هم به این فهرست اضافه می‌شوند. زبان مازندرانی زبانی است که در استان مازندران و قسمت‌هایی از استان‌های گلستان، سمنان، تهران و البرز رایج است. مازندرانی استان مازندران به سه گویش غربی، مرکزی و شرقی تقسیم می‌شود. گویش طبری چالوس (کلارستاقی) جز گویش غربی مازندرانی محسوب می‌شود. گویش مازندرانی غربی در محدوده میان چالوس و تنکابن گویش می‌شود.

### گویش قصرانی (شمیرانی)
مردمان مناطق قصران باستانی شامل مناطق تجریش میگون، لالان، زایگان، روته، گرمابدر، شمشک، دربندسر، شهرستانک، اوشان، فشم، آبنیک، امامه، ایرا، وسکاره، جورد، آردینه و غیره به این گویش صحبت می‌کردند. اما امروزه به سبب مهاجرت اقوام از نقاط مختلف کشور در سال‌های گذشته، جز تعداد معدودی از بومی‌های قدیمی، اکثریت اعم از بومی و غیر بومی به فارسی معمول با لهجه تهرانی سخن می‌گویند و نسل جدید دیگر به لهجه قدیم تکلم نمی‌کند. دانشنامه ایرانیکا درباب زبان بومیان منطقه قصران آورده است که باید به دو بخش تقسیم شود. زبان بومیان شمال و شمال شرق منطقه بخش درونی قصران نزدیکی بسیار زیادی به زبان مازندرانی دارد. گویش منطقه جنوبی از اوشان در مرکز تا جیرود و تجریش در جنوب شمیران گونه ای فارسی-مازندرانی است و ویژگی‌های زبان‌های حاشیه دریای خزر را دارد

### گویش الیکایی
الیکایی لهجه ای از زبان مازندانی است که توسط اقوام طبری‌تبار الیکایی گویش می‌شود. این ایل طبری‌تبار در قدیم به صورت عشایری زندگی می‌کردند. اقوام الیکایی درمناطق گرمسار، مجن ،آرادان، ورامین، فیروزکوه، دماوند، شمیرانات، چالوس و نوشهر زندگی می‌کنند.

### گویش پروری
دانشنامه تبرستان و مازندران ذیل گویش پروری چنین نقل نموده است، لهجه پروری شاخه ای از زبان تبری است. این گویش در پرور در مهدیشهر سمنان و بین ایل پرور گویش می‌شود.

### گویش لواسانی
بومیان لواسان و بیشتر آبادی‌ها بخش لواسانات به گویش لواسانی صحبت می‌کنند با این حال برخی آبادی‌های لواسان همچون همچون ایرا و وسکاره به زبان مازندرانی صحبت می‌کنند. گویش لواسانی زیر مجموعهٔ گویش‌های فارسی-مازندرانی می‌باشد. دانشنامه ایرانیکا درباب زبان مردم لواسان آورده است: مردم لواسان زبان بومی آمیخته‌ای از زبان فارسی و زبان‌های حاشیه دریای خزر دارند که نزدیک به زبان مازندرانی در روستاهای جنوب شرق لواسان چون وسکاره و ایرا می‌باشد

### گویش طبری تهران (گویش تجریشی)
لهجه قدیمی یا بومی تهرانی گویش‌هایی از زبان مازندرانی یا زبان راجی بوده است. در این باره گارنیک آساتوریان می‌افزاید:زبان فارسی نیز، زبان هیچ‌یک از اقوام و خرده‌فرهنگ‌های ایرانی نیست. درواقع باید گفت «فارس» کسی است که زبان یا گویش محلی خود را فراموش کرده است و به زبان معیار سخن می‌گوید. حتی مردم ورامین و ونک نیز که نزدیک تهران هستند، در گذشته‌ای نه‌چندان دور زبان‌های خود را داشته‌اند که ظاهراً نزدیک به طبری بوده است یا مردم قم، جاسب، نراق و… به زبان راجی صحبت می‌کرده‌اند. زبان مردم تهران در ۱۵۰ یا ۲۰۰ سال پیش، مازنی یا زبان راجی بوده است. اهالی تهران صاحب زبان نبودند. پژوهشگران تهران قدیم را به سه بخش زبانی تقسیم کرده‌اند. تهران از جنوب به شهر ری و زبان راجی در آنجا می‌رسید. به گفته استادان زبان فارسی، از ویژگی‌های زبان راجی استفاده از حرف اضافه بوده و گویشوران منطقه جنوب تهران که با این گویش تکلم می‌کردند، برای مثال از حرف اضافه «ها» بجای حرف «ب» استفاده می‌کردند به‌طوری که به «بگیرید» «هاگیرید» و به «بگرفتیم» «هاگرفتیم» می‌گفتند. لهجه شمیرانی یا تجریشی در منطقه شمال تهران رواج داشته است. آن دسته از از اهالی تهران که در محدوده ونک و شمیران سکونت داشتند به دلیل مجاورت با استان مازندران لهجه مازندرانی داشتند. والنتین ژوکوفسکی خاورشناس و زبان‌شناس روس اواخر قرن ۱۹ میلادی در سفری که به ایران داشت در حوالی شمیران با گویش تجریشی آشنا شده و در آثارش به این گویش اشاره می‌کند؛ گویشی که شباهت بسیاری با گویش مازندرانی دارد. تا امروز در محدوده‌هایی از جمله سرآسیاب دولاب، شاه عبدالعظیم و… هنوز هم افرادی با لهجه شمرانی صحبت کنند؛ لهجه‌ای که ملایم شده گویش مازنی است. گویشی از لهجه تاتی نیز در منطقه غرب تهران رواج داشته است. مناطق شرقی تهران از دیرباز بیابان بوده است و گویش خاصی در آن مناطق تا سمنان رواج نداشته است.

### گویش کرجی
گویش کرجی گویشی از زبان‌های ایرانی شمال غربی و زیرمجموعه زبان‌های حاشیه دریای خزر و زیرشاخه گویش‌های فارسی-مازندرانی می‌باشد که در شهرستان کرج از دهستان آدران تا شهر کرج، شهرستان فردیس و شهرستان ساوجبلاغ گویش می‌شود. این گویش در افعال و واژگان به زبان مازندرانی شباهت دارد.

### گویش طالقانی
در البرز مرکزی و غربی (الموت و طالقان) گروه غیر مهاجر گیلک و مازندرانی در برابر عشایر مقاومت کرده و در ارتفاعات البرز زبان مازندرانی و گیلکی غالب است. به عقیده صاحب نظران گویش مردم طالقان به دو دسته مازندرانی و طالقانی تقسیم می‌شود. روستاهایی که بین جوستان و کوه‌های کندوان قرار گرفته‌اند به لهجه مازندرانی سخن می‌گویند. از جوستان به سمت باختر به به مازندرانی با لهجه طالقانی سخن می‌گویند. به گفته اعظام الوزاره زبان اهل طالقان مرکب است از لهجه و لسان قزوینی و طبرستانی چون با این دو ولایت همسایگی و مجاورت دارند و از هر دو سمت وضع تکلم و تلفظ خود را اقتباس نموده است. به عقیده زبانشناسان گویش طالقانی مرز انتقال گویش حاشیه دریای خزر، تاتی و فارسی می‌باشد. به عقیده حبیب برجیان شهمیرزاد، قصران و ساوجبلاغ، طالقان و الموت و کلاردشت و تنکابن یا کاسپی مرکزی گونه‌های زبانی پیرامون مازندران محسوب می‌شوند. این پژوهشگر زبان طبری علاوه بر زبان، رسوم مشترک را هم دیگر ویژگی ساکنان حوزه زبان کاسپی دانست و گفت: آیین تیرماه سیزده شو از ویژگی‌های مشترک گیلان و مازندران است. مردم طالقان و الموت هم از این جشن سخن می‌گفتند. در کتاب استان‌شناسی البرز چاپ وزارت آموزش و پرورش، گویش مناطقی از کرج و طالقان، ساوجبلاغ شبیه به مازندرانی عنوان است به گفته حبیب برجیان گویش طالقانی گونه ای از گویش‌های شبهه طبری می‌باشد. گویش طبری طالقانی گویشی از زبان مازندرانی و زیر مجموعه گویش کلارستاقی می‌باشد که به گویش مردم شهرستان چالوس شباهت دارد و برخی ویژگی‌های نحوی آن به گویش‌های مازندرانی گونه همچون شمیرانی شباهت دارد. آبادی‌های بالا طالقان همچون گته ده، اسکان، دهدر، درا پی، گرآب، ناریان، مهران، خیکان و پراچان به گویش طبری طالقانی گویش می‌کنند. به گفته منیژه یوحنایی حوزه گستردگی زبان مازندرانی از شرق تا گرگان از جنوب تا شهمیرزاد، سنگسر، فیروزکوه، دماوند، لواسانات و مناطق شمالی امامزاده داوود و طالقان و از غرب تا تنکابن است.
گویش‌های طالقان به دو دسته طالقانی و طبری طالقانی تقسیم می‌شود:
1. گویش طالقانی: این گویش از جوستان به غرب و در تمام آبادی‌ها پایین طالقان میان طالقان و کنارود گویش می‌شود.[۱۳۲] این گویش از گونه گویش‌های تبری گونه می‌باشد.
2. طبری طالقانی: این گویش از کندوان تا جوستان گویش می‌شود و اکثر آبادی بالا طالقان به جز جوستان را درمی‌گیرد. این گویش زیر مجموعه زبان طبری (مازندرانی) می‌باشد.

### گویش ولاترویی
گویش ولاترویی یا گویش ولایت‌رودی گویشی از زبان مازندرانی می‌باشد که در محدوده روستای ولایت‌رود تا گچسرشهرستان کرج استان البرز گویش می‌شود این گویش با گویش‌های شمرونی و کجوری نزدیکی بسیار دارد.

### گویش‌های تبری گونه
گویش‌های طبری گونه یا گویش‌های تَبَروید (Tabaroid) به گویش‌هایی از زبان مازندرانی گفته می‌شود که تحت تأثیر زبان فارسی قرار دارند. این گویش‌ها که در ناحیه جنوبی البرز مرکزی محدوده جاجرود، بخش رودبار قصران شمیرانات، بخش آسارا کرج و پایین طالقان گویش می‌شوند گونه ای از زبان طبری می‌باشند که با مقادیر مختلفی با زبان فارسی ترکیب شده‌اند. همچنین گویش بالا طالقان گویشی از زبان طبری می‌باشد که با گویش کلارستاقی در ارتباط است. به گفتهٔ حبیب برجیان در دامنه جنوبی رشته کوه البرز طیف وسیعی از لهجه‌های ترکیبی وجود دارند که می‌توانند به دو گروه تقسیم شوند: گروه نخست گویش‌های طبری هستند که تحت تأثیر زبان فارسی هستند که اصطلاحاً به آن گویش تبروید گفته می‌شود و گروه دوم گویش‌های فارسی هستند که تحت تأثیر زبان طبری هستند و به نوعی مرز انتقال دو زبان طبری و فارسی محسوب می‌شوند که اصطلاحاً به آن گویش فارسی طبری گفته می‌شود.

### گویش‌های فارسی-تبری
گویش فارسی-مازندرانی یا گویش فارسی-طبری (Perso-Tabaric Dialects) گویشی انتقالی بین زبان فارسی و مازندرانی می‌باشد این گویش در محدوده شهر دماوند، پایین جاجرود و منطقه لواسانات شمیرانات صحبت می‌شود. به گفتهٔ حبیب برجیان در دامنه جنوبی رشته کوه البرز طیف وسیعی از لهجه‌های ترکیبی وجود دارند که می‌توانند به دو گروه تقسیم شوند: گروه نخست گویش‌های طبری هستند که تحت تأثیر زبان فارسی هستند که اصطلاحاً به آن گویش تبروید گفته می‌شود و گروه دوم گویش‌های فارسی هستند که تحت تأثیر زبان طبری هستند و به نوعی مرز انتقال دو زبان طبری و فارسی محسوب می‌شوند که اصطلاحاً به آن گویش فارسی طبری گفته می‌شود.

## تاریخ زبان
زبان مازندرانی را می‌توان زبان دوم مذهب زیدی در سده‌های هشتم و نهم دانست از آن دوران کتب فراوانی بجای مانده که با توجه به آن‌ها می‌توان این زبان را پس از فارسی با قدمت‌ترین زبان ایرانی دانست که نگارش ادبی تاریخی دارد. از کتب زیدی باقی مانده که به زبان‌های مازندرانی و عربی نگاشته شده می‌توان به چند تفسیر زیدی قرآن مانند: تفسیر کتاب الله (قرن ۹)، تفسیر مغنیسا (قرن۹)، تفسیر قرآن سورتچی (قرن۷)، و همچنین کتابی دربارهٔ مذهب زیدی به نام الابانه (قرن۹) به عربی و مازندرانی توسط ابوجعفر محمد بن یغوب هوسمی نگاشته شده همچنین کتبی مانند: دوم مشیخ زیدی (قرن۹)، سوم مشیخ زیدی (قرن۹)، مقامات الحریری (قرن۷)، الکفایه (قرن۹)، قصیده طنطرانیه (قرن۹) و چند کتاب دیگر به طبری نگاشته شده‌اند.
همچنین زبان مازندرانی با لهجهٔ گرگانی از زبان‌های مقدس فرقهٔ حروفی که یکی از فرقه‌های صوفی ایران است اشاره کرد. کتاب‌های محبت نامه، جاودان نامه و نوم نامه نوشتهٔ ملا فضل‌الله نعیمی استرآبادی از مهم‌ترین و با ارزش‌ترین کتب عرفانی و ادبی به زبان مازندرانی با گویش گرگانی است که متعلق به قرن هشتم هجری است.
بخشی از آثار قدیمی که یا به مازندرانی نگاشته شده یا بخش‌هایی از آن مازندرانی است: ۱. تفسیر قران سورتچی (قرن۷) ۲. مقامات الحریری (قرن۷) ۳. تاریخ تبرستان (قرن۷) ۴. جاودان نامه (قرن۸) ۵. نوم نامه (قرن۸) ۶. محبت نامه (قرن۸) ۷. الکفایه (قرن۹) ۸. الابانه (قرن۹) ۹. تفسیر کتاب الله (قرن۹) ۱۰. تفسیر مغنیسا (قرن۹) ۱۱. دوم مشیخ زیدی (قرن۹) ۱۲. سوم مشیخ زیدی (قرن۹) ۱۳. قصیده طنطرانیه (قرن۹) ۱۴. اشعار امیر پازواری (قرن۹)
نویسندگان مسالک و ممالک در نخستین قرن‌های اسلامی در ذیل گفتار دیلمان و طبرستان از این گویش یاد می‌کنند. ابوعبدالله مقدسی می‌گوید: «زبان کومش و گرگان به هم نزدیک است. ها بکار می‌برند و می‌گویند هاکن و هاده و آن را حلاوتی‌ست، و زبان مردم طبرستان بدانها نزدیک است مگر در آن شتاب است». از این‌گونه نوشته‌ها فقط پیداست که گویش طبری را در قرن‌های نخستین اسلامی بازشناخته‌اند ولی از آنچه در ادامه می‌آید می‌توان دریافت که به این گویش نوشته‌ها و شعرهایی بوده که امروز پاره‌ای از آن‌ها به ما رسیده است. این نام‌ها و نوشته‌های اندک نشان می‌دهد که چون طبرستان پس از برافتادن شاهنشاهی ساسانی مدت‌ها از دایره نفوذ خلافت بیرون بوده و چندین قرن حکومت محلی داشته این گویش دارای سنت ادبی شده و این سنت پس از برافتادن آن حکومت‌ها از میان رفته است.
- آثار از میان رفته[۱۳۹]

1. مرزبان نامه از اسپهبد مرزبان بن رستم (سدهٔ چارم) که متن طبری آن از دست رفته و دو ترجمه فارسی از آن به جا مانده است.
2. نیکی نامه دیوان شعر همین اسپهبد که ابن اسفندیار در تاریخ طبرستان از آن به عنوان «دستور نظم طبرستان» یاد کرده است.
3. باوند نامه تاریخ طبرستان به شعر بوده که در میانهٔ سده‌های پنجم و ششم گرد آورده بودند.
4. شکره در نوروزنامه خیام از آن نام برده شده است.

- آثار بازمانده[۱۴۰]

از آثار نظم و نثر طبری قرون چهارم تا نهم هجری، تنها ابیات و عباراتی پراکنده در لابلای سطور قابوس نامه، تاریخ طبرستان ابن اسفندیار، تاریخ رویان اولیاءالله آملی و تاریخ طبرستان و رویان و مازندران ظهیرالدین مرعشی بر جای مانده است. همه این آثار را صادق کیا بررسی کرده و داوود منشی زاده کار او را دنبال کرده است (نیز رجوع کنید: هَمِّر، ۱۹۱۳؛ بهار، ۱۳۱۶؛ ادیب طوسی، ۱۳۳۲؛ عمادی، ۱۳۵۹).
همچنین شش دوبیتی طبری در میان برگه‌های نسخه‌ای خطی از دیوان نظامی گنجوی، محفوظ در کتابخانه ملی پاریس، الحاق شده که محمد قزوینی آن‌ها در «مسائل پاریسیه» ی خود ضبط کرده است (افشار، ۱۳۸۳) و نیز چهار بیت طبری در جامع الالحان عبدالقادر مراغی ثبت است. (صادقی، ۱۳۷۳). افزون بر این‌ها مفردات و ترکیبات طبری قدیم را در جای جای تاریخ مازندران شیخ علی گیلانی (سدهٔ یازدهم)، تحفة المؤمنین حکیم مؤمن تنکابنی (سدهٔ یازدهم)، فرهنگ انجمن آرای ناصری، فرهنگ آنندراج و … می‌توان یافت. عموم اینگونه لغات شامل نام گیاهان و جانوران و خوراک و پوشاک و اصطلاحات مدنی و جغرافیایی است (کیا، ۱۳۲۶؛ عمادی، ۱۳۶۲؛ صمدی، ۱۳۷۲؛ قاسمی، ۱۳۸۳).
جدول زیر فهرستی از آثار طبری کهن بازمانده است، شامل اشعار و عبارات و کلمات پراکنده. غالب اشعار منسوب به امرا و بزرگان طبرستان در موضوع رزم و بزم و شکار و طبیعت و مهر و کین و پیمان است.
| شماره | اختصار        | گوینده؛ موضوع                                                                                              | اندازه  | قرن | منبع                                                                                               | مطالعات انجام شده                            |
| ----- | ------------- | --- | ------- | --- | -------------------------------------------------------------------------------------------------- | -------------------------------------------- |
| ۱     | پیروجه        | دربارهٔ علی پیروزه                                                                                          | ۱ بیت   | ۴   | ابن اسفندیار، ج ۱، ص ۱۳۷، ترجمه، ص ۸۷                                                              | بهار؛ کیا، ۱۳۲۷؛ منشی زاده                   |
| ۲     | مسته          | دیواره‌وز یا مسته‌مرد؛ دو قطعه                                                                               | ۹ بیت   | ۴   | ابن اسفندیار، ج ۱، ص ۱۳۹، ترجمه، ص ۸۸                                                              | کسروی؛ بهار؛ کیا، ۱۳۲۷؛ ادیب طوسی؛ منشی زاده |
| ۳     | کاووس         | عنصرالمعالی کیکاووس، دوبیتی دربارهٔ از جان گذشتن در میدان رزم                                               | ۲ بیت   | ۵   | کیکاووس، بکوشش نفیسی؛ ترجمه، ص ۸۷                                                                  | کیا، ۱۳۲۷؛ ادیب طوسی، منشی زاده، عمادی، ۱۳۵۹ |
| ۴     | خورشید        | اسپهبد خورشید ممطیر، دوبیتی در سوختن کوشک باذن قاضی                                                        | ۲ بیت   | ۶   | ابن اسفندیار، ج ۱، ص ۱۰۸، ترجمه، ص ۶۱؛ اولیاءالله، بکوشش خلیلی، ص ۹۷؛ ظهیرالدین، بکوشش شایان، ص ۴۳ | کسروی؛ کیا، ۱۳۲۷؛ منشی زاده                  |
| ۵     | باربد         | باربد جریر طبری؛ تک بیت ناظر به دو یابوی شاه                                                               | ۱ بیت   | ۶   | ابن اسفندیار، ج ۱، ص ۱۱۳، ترجمه، ص ۶۵؛ اولیاءالله، بکوشش ستوده، ص ۱۳۴؛ ظهیرالدین، بکوشش دارن، ص ۶۵ | بهار؛ کیا، ۱۳۲۷؛ ادیب طوسی                   |
| ۶     | گرده          | گرده بازو؛ دوبیتی در رنجوری خویش                                                                           | ۲ بیت   | ۶   | ابن اسفندیار، ج ۲، ص ۱۱۵؛ ظهیرالدین، بکوشش شایان، ص ۱۷۷                                            | کیا، ۱۳۲۷؛ منشی زاده                         |
| ۷     | ساری          | شاعران ساری؛ بیت در وصف مُجیر                                                                               | ۱ بیت   | ۶   | ابن اسفندیار، ج ۲، ص ۹۷                                                                            | کیا، ۱۳۲۷؛ منشی زاده                         |
| ۸     | آمله          | عباراتی به سبک ادب ساسانی از زبان آمله دختر اشتاد افسانه‌ای                                                 | ۳ عبارت | ؟   | ابن اسفندیار، ج ۱، ص ۷۰، ترجمه، ص ۲۴؛ ظهیرالدین، بکوشش دارن، ص ۲۷                                  | کیا، ۱۳۲۷                                    |
| ۹     | سام           | ابواعمرو؛ بیت در اژدها کشیِ سام                                                                             | ۱ بیت   | ۶؟  | ابن اسفندیار، ج ۱، ص ۸۹، ترجمه، ص ۴۱                                                               | بهار، اقبال، کیا، ۱۳۲۷؛ منشی زاده            |
| ۱۰    | معینی         | ابراهیم معینی؛ دوبیتی حاوی یک بیت از نیکی‌نومه                                                              | ۲ بیت   | ۶؟  | ابن اسفندیار، ج ۱، ص ۱۳۷، ترجمه، ص ۸۶                                                              | کیا، ۱۳۲۷؛ منشی زاده                         |
| ۱۱    | هجیم          | قاضی هجیم؛ بخشی از ملمع بلند فارسی درآمیخته به کلمات و عبارات عربی و طبری؛ در حدود ۱۸ مصراع طبری خالص دارد | ۳۲ بیت  | ۶؟  | ابن اسفندیار، ج ۱، ص ۱۳۴، ترجمه، ص ۸۳                                                              | کیا، ۱۳۲۷؛ مؤید                              |
| ۱۲    | قطب           | قطب رویانی؛ ترجیع بندی در سه بند                                                                           | ۱۴ بیت  | ۷   | ابن اسفندیار، ترجمه، ص ۲۶۰؛ اولیاءالله، بکوشش خلیلی، ص ۱۱۱؛ ظهیرالدین، بکوشش دارن، ص ۸۶            | کسروی؛ کیا، ۱۳۲۷، منشی زاده                  |
| ۱۳    | امیرعلی       | امیر علی؛ مطلع مرثیهٔ ترجیع بند                                                                             | ۱ بیت   | ۷   | اولیاءالله، بکوشش ستوده، ص ۱۶۶                                                                     | کیا، ۱۳۲۷                                    |
| ۱۴    | امیر افراسیاب | کیا افراسیاب چلاوی؛ دو دوبیتی                                                                              | ۴ بیت   | ۸   | نسخه Supple. Pres. ۱۸۱۷ در کتابخانهٔ ملی پاریس، به نقل از قزوینی در «مسائل پاریسیه»، ص ۱۸۳–۱۸۱      | قزوینی، برجیان                               |
| ۱۵    | داوود         | امیر داوود یک دوبیتی                                                                                       | ۲ بیت   | ۸   | نسخه Supple. Pres. ۱۸۱۷ در کتابخانهٔ ملی پاریس، به نقل از قزوینی در «مسائل پاریسیه»، ص ۱۸۳–۱۸۱      | قزوینی، برجیان                               |
| ۱۶    | حسن           | حسن کیا؛ سه دوبیتی                                                                                         | ۶ بیت   | ۸   | نسخه Supple. Pres. ۱۸۱۷ در کتابخانهٔ ملی پاریس، به نقل از قزوینی در «مسائل پاریسیه»، ص ۱۸۳–۱۸۱      | قزوینی، برجیان                               |
| ۱۷    | عظیم          | میر سید عبدالعظیم؛ دو دوبیتی                                                                               | ۴ بیت   | ۹   | ظهیرالدین، بکوشش شایان، ص ۲۹۳–۲۹۲؛ کنزالاسرار، ج ۲، ص ۷۰                                           | کیا، ۱۳۲۷، منشی زاده                         |
| ۱۸    | ظهیر ۱        | عبارات طبری در «تاریخ طبرستان و رویان و مازندران»                                                          | ۵ جمله  | ۹   | ظهیرالدین، بکوشش دارن، ص ۲۳۵، ۳۷۶، ۴۱۳، ۴۳۹                                                        | کیا، ۱۳۲۷                                    |
| ۱۹    | جامع          | دو دوبیتی                                                                                                  | ۴ بیت   | ۹   | نسخه‌های خطی «جامع الالحان عبدالقادر مراغی، بنقل از صادقی، ۱۳۷۱                                     | صادقی، ۱۳۷۱                                  |
| ۲۰    | شیخ علی       | ضربالمثلی در حمله تیمور                                                                                    | ۱ جمله  | ۱۱  | ملا شیخ علی، ص ۵۶                                                                                  | عمادی، ۱۳۶۲                                  |
| ۲۱    | اسفندیار      | کلمات و ترکیبات طبری در «تاریخ طبرستان»                                                                    |         | ۷   | ابن اسفندیار، جاهای مختلف                                                                          | کیا، ۱۳۲۷                                    |
| ۲۲    | اولیاء        | کلمات و ترکیبات طبری در «تاریخ رویان»                                                                      |         | ۸   | اولیاءالله، جاهای مختلف                                                                            |                                              |
| ۲۳    | ظهیر ۲        | کلمات و ترکیبات طبری در «تاریخ طبرستان و رویان و مازندران»                                                 |         | ۹   | ظهرالدین، جاهای مختلف                                                                              | کیا، ۱۳۲۷                                    |

## ادبیات مازندرانی

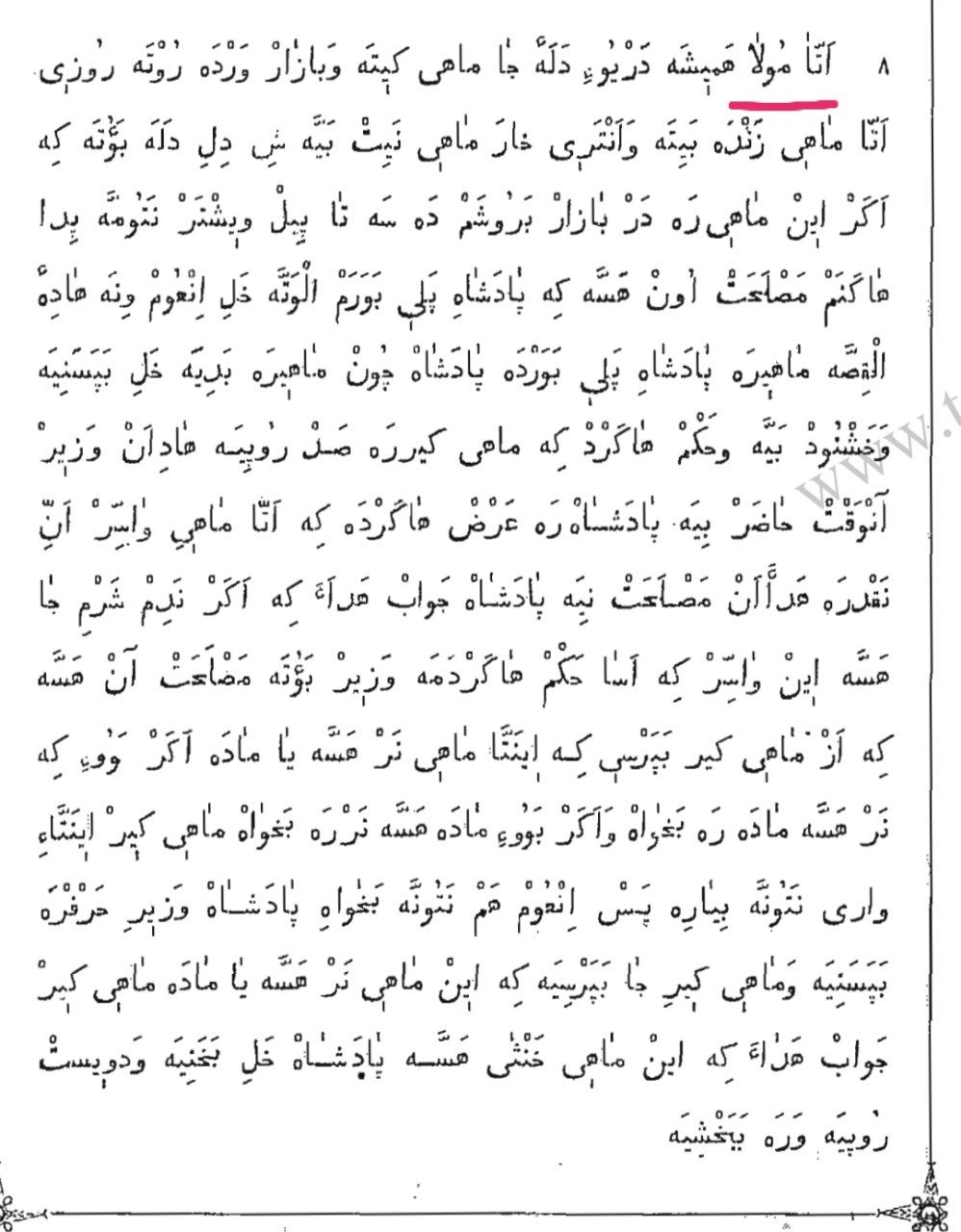
صفحه‌ای از کنزالاسرار، امیر پازواری این کتاب را به طبری نوشته است.

در دهه‌های اخیر تعداد مطالب ادبی چاپ شده به مازندرانی، که بیشتر به صورت شعر است، در حال رشد بوده و تلاش‌هایی شده تا امثال، و لغات گونه‌های مختلف جمع‌آوری شود. رادیو مازندران از زمان تأسیس خود در دهه ۱۹۶۰ میلادی، بخشی از برنامه‌های خود را به مازندرانی پخش می‌کند. به هر روی توجه ادبی مازندرانی‌ها به زبان خود به اندازه همسایگان غربی شان در گیلان نیست و بسیار کمتر از گروه‌های دارای هویت قوی قومی-زبانی از جمله کردها و بلوچ‌ها است.

### نیما و زبان طبری
دغدغه اصلی نیما یوشیج حفظ و احیای زبان طبری بود، او در نامه‌ها و دست نوشته‌هایش و همچنین در مقدمه دفتر روجا، به این دغدغه اشاره می‌کند. وی در نامه‌هایی که به برادرش می‌نویسد، سه بار از وی می‌خواهد که کتاب تاریخ طبرستان و دیوان امیر پازواری را برایش تهیه کرده و ارسال کند. مهم‌ترین گام نیما در راه زنده نگاه داشتن زبان طبری، سرودن اشعار طبری در مجموعه ای با نام روجا است.
نیما در یکی از دوبیتی‌های خود این چنین به دلبستگی اش به زبان تبری اشاره می‌کند:
| کوُ چوُ مُنِ خاخوُرِ مُنی نیکتاءُ  |  | خواهر کوچکم نیکتا است                |
| برارِ مُنی لادُبن که وی یکتاءُ |  | تنها برادرم نامش لادبن است           |
| تَبَری مُنی می گپ، مُنِ گواءُ    |  | شعرهای تبری من، گواه من است          |
| کِجهٔ گپ دی‌یَر بوتمُ سواءُ      |  | در کجای حرف‌هایم دیگر غیر از این گفتم |
|                            |  | (روجا)                               |

نیما در این دوبیتی به داشته‌ها و دلبستگی‌های خود اشاره می‌کند. او در بیت اول به دلبستگی زمینی یعنی برادر و خواهرش اشاره می‌کند و در بیت دوم به دلبستگی وجودی‌اش یعنی شعر و زبان تبری اشاره می‌کند. زبانی که شاید برخی از ادبا و شاعران مازندرانی به راحتی از داشتن و گفتن آن خرسند نباشند، بلکه برخی از آنها از هر فرصتی استفاده می‌کند تا طبری بودن خود و سخن گفتن به زبان طبری را انکار کنند. اما نیما آنهایی را انکار می‌کند که مدعی بودند نیما زادبوم (سرزمین) و زبان خود را فراموش کرده است. ولی نیما مدعی است نه تنها زبان مادری خود را فراموش نکرده است که اتفاقاً همین شعرهایی که به زبان تبری سروده گواه دلبستگی او به زبان تبری است. نیما زبان تبری را بخشی از افتخار و علاقه خود معرفی می‌کند و حتی برای آنکه دیگران را قانع کند به نوعی از آنها می‌خواهد که دلیل بیاورند که او کجا گفته است که اهل تبرستان نیست و به زبان زبان تبری حرف نمی‌زند.

### ترجمه‌هایی به زبان طبری

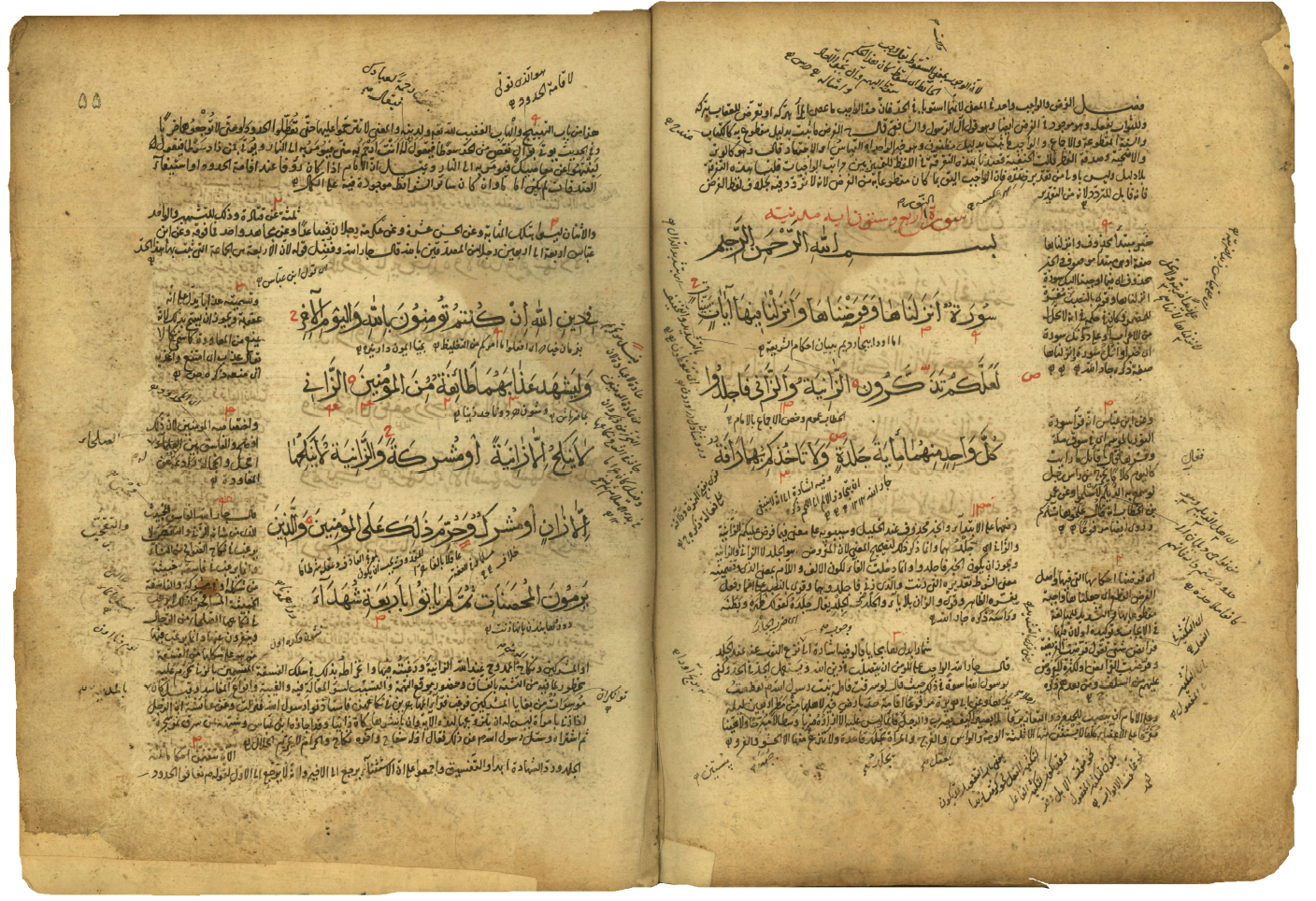

### ادبیات طبریِ گرگانی
بخشی از ادبیات طبری را گویش گرگانی تشکیل می‌دهد که کتاب‌هایی مانند محبت نامه، نوم نامه، جاودان نامه، محرم نامه، و لغت نامه ای به نام لغت‌استرآبادی به این گویش نگاشته شده‌اند که صادق کیا از روی این متون واژه‌نامه گرگانی را تهیه کرد.
- جاودان نامه:

سَبب چه بی که عیسی واتِی که با شِمِه هر چه واتِن به اشاره واتِن(طبری امروزی:سبب چه بی‌یه که عیسی باته که با شِما هر چه باتمِه به اشاره باتمه/فارسی:سبب چه بود که عیسی گفت که با شما هر چه گفتم به اشاره گفتم)
- نوم نامه:

واتِی که هَنِه کو تِنِ زمین سِرخ بو(طبری امروزی:باته که ونِه که تِنِ زمین سِرخ بوئه/فارسی:گفت که باید که زمینَت سرخ باشد)
- محبت نامه:

اکه واتِی چون قیامت ورسه(طبری امروزی:اون که باته چون قیامت ورسه/فارسی:انکه گفت چون قیامت برسد)

### اشعار طبری در قابوس نامه
عنصرالمعالی کیکاووس در قابوس نامه اشعاری به زبان طبری (مازندرانی) نیز سروده است که این گویش در قرن چهارم گویش متداول گرگان قدیم بوده است. بیت زیر نمونه ای از اشعار طبری عنصرالمعالی در قابوس نامه می‌باشد.
| چنین گونه دونا که بوین هر زونه |  | به گور خته نخسه اون کس به خونه |

## اثرات متقابل طبری و سایر زبان‌ها

### طبری و فارسی
تقریباً تمامی پژوهشگران بر این اعتقاد هستند که دیو سپید یا ارجنگ دیو نامی اصیل از ادبیات و زبان مازندرانی است و ریشه فارسی ندارد و خود کلمه دیو نیز ریشه مازندرانی دارد و سپس به زبان فارسی راه یافت.
در ایران مدرن، برخی از شرکت‌ها و محصولات محبوب مانند Rika (پسر) یا Kija (دختر) وجود دارند که نام خود را از کلمات طبری گرفته‌اند.

### طبری و ترکمنی
در زبان ترکمنی برخی از وام‌واژه‌های مازندرانی وجود دارد.

## وضعیت امروزی زبان مازندرانی
در گزارش یونسکو، زبان مازندرانی جزء زبان‌های در خطر مرگ نیست. اما فعالان محلی در مازندران می‌گویند این زبان در خطر مرگ است. یک پژوهشگر زبان مازندرانی نسبت به خطر نابودی این زبان کهن دارای ریشه هندو-اروپائی هشدار داد و گفت که بر اساس نتایج یک تحقیق ۶۰ درصد خانواده‌های مازندرانی در جمع خانوادگی هم به زبان فارسی مکالمه می‌کنند. محمد صالح ذاکری در نشستی با موضوع «آیندهٔ زبان مازندرانی» افزود: «رغبت نداشتن خانواده‌های مازندرانی برای آموزش زبان بومی به فرزندانشان، مهم‌ترین علت به خطر افتادن زبان مازندرانی است.» وی محدود شدن حوزه کاربرد، تأثیر زبان‌های دیگر و دلسردی و نداشتن اعتماد به نفس کاربران در استفاده از زبان مادری را از دیگر عوامل تهدیدکننده این زبان برشمرد. ذاکری با بیان اینکه نگرش مثبتی به زبان مازندرانی در خانواده‌ها وجود ندارد، گفت: «این نگرش منفی در دختران بیشتر از پسران و در کودکان و نوجوانان بیشتر از بزرگسالان است.»

## ترجمه‌هایی از عربی به مازندرانی[۱۶۰]
آنچه میراث مکتوب طبری را از دیگر زبان‌ها ممتاز می‌سازد وجود چندین ترجمه از قرآن کریم و ترجمه‌ای از مقامات حریری است. روشی که در عموم این آثار اختیار شده ترجمهٔ کلمه به کلمه در زیر هر سطر از متن عربی‌ست و عیبش آن است که استخراج نحو زبان مقصد (طبری) را دشوار می‌سازد.
- نسخه قرآن کتابخانهٔ لژ بزرگ اسکاتلند

خوشبختانه نسخه قرآن اسکاتلند از دسترس زبانشناس برجسته‌ای چون لارنس پائول الول ساتن بیرون نبوده است. وی در سال ۱۹۶۳، در بررسی جامع این ترجمه میان سطری نسخه قرآن محفوظ در کتابخانهٔ لژ بزرگ اسکاتلند، زمان آن را در حدود سده دوازدهم هجری/ هجدهم میلادی و زبانش را از حوزهٔ گویشی دریای خزر برآورد می‌کند گو اینکه برخی ویژگی‌های گویشی آن نه گیلکی‌ست نه مازندرانی. از ۱۷۰۰ لغت مندرج در متن ۶۰۰ فقره محلی و باقی فارسی است. مطالعه الول ساتن تطور تاریخی صامتها، صرف، نحو و واژگان را در بر می‌گیرد.
- ترجمه طبری مقامات حریری

ترجمه مقامات الحریری در نسخه‌ای در کتابخانهٔ ملک تهران نگهداری می‌شود و دارای ۱۸۹ برگ است. صادق کیا(۱۳۲۳) در ارزیابی کوتاهی ترجمه را از اوایل قرن هفتم برآورد کرده اما فضل‌الله پاکزاد(۱۳۸۴) در مطالعه‌ای که از شش مقامهٔ نخست متن به عمل آورده تاریخی قدیمی‌تر از قرن نهم و دهم هجری برای آن قائل نمی‌شود.
- نسخه قرآن خاندان سورتیجی

ترجمهٔ دیگری از قرآن در خاندان سورتیجی در شهر ساری نگهداری می‌شود و داری ۲۵۰ برگ است. متن حاوی نیمه دوم قرآن منهای سوره‌های کوتاه آخر است و حدوداً بیش از یک سوم کتاب آسمانی را در بر می‌گیرد و زبان ترجمه به زبان مقامات الحریری نزدیک است؛ بنابراین قدمت آن ممکن است به سدهٔ هفتم هجری برسد. به عنوان مثال آیه‌ای از قرآن بدین صورت ترجمه شده است:
«یا ایها النّاس اِتّقوا ربّکُم انّ زلزله السّاعه شییٌ عظیم» ای مردمون بترسین شما خیا را کی زمین‌لرز قیومتی جیش وزرک
- دو نسخه قرآن کتابخانهٔ مجلس

نسخه‌های خطی دو ترجمه طبری قرآن در کتابخانهٔ مجلس نگهداری می‌شود: یکی به شماره ۱۲۲۷۸ در ۳۱۸ برگ با عنوان «تفسیر قرآن با ترجمه طبری جلد اول» و دیگری به شماره ۱۷۹۸۲ در ۳۸۸ برگ با عنوان «تفسیر قرآن از سورهٔ مریم تا آخر با ترجمهٔ فارسی و طبری کهن» که در ذیل بررسی می‌شود.

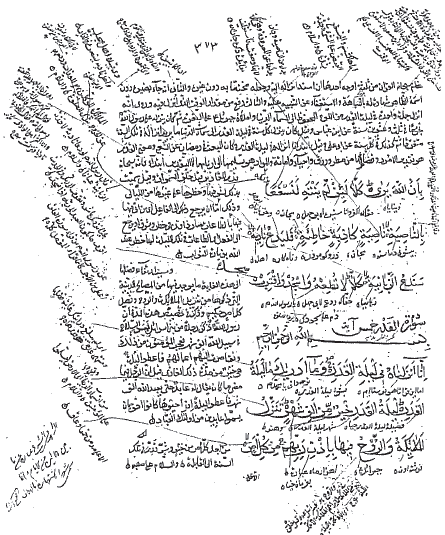
در تصویر، سورهٔ قدر قرآن به همراه ترجمهٔ طبری کهن

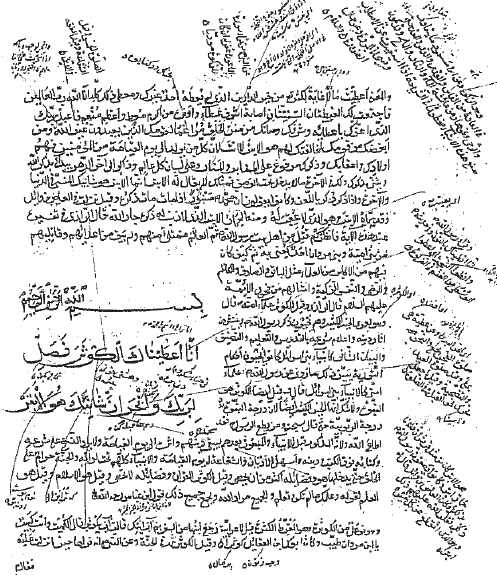
در تصویر، سورهٔ کوثر قرآن به همراه ترجمهٔ طبری کهن

### ترجمه زیدی قرآن کریم به زبان طبری[۱۶۲]
از آثار ارزشمند طبری قدیم ترجمه‌ای است از قرآن کریم از سورهٔ مریم تا آخر با ترجمه فارسی و طبری کهن که به شماره ۱۷۹۸۲ در کتابخانه مجلس نگهداری می‌شود. شهاب‌الدین حسینی نجفی مرعشی پشت جلد کتاب می‌نویسد: «آنچه به نظر حقیر آمد پس از ملاحظهٔ بسیار مختصر: در حواشی آیات شریفه تفسیری است ملتقط از کشاف، بیضاوی، تفسیر ناصر کبیر از ائمهٔ زیدیهٔ جد مادری سید مرتضی، تفسیر ابواسحاق ثعلبی، تفسیر سُدّی و کسی که تفسیر به امر او نوشته شد اسمش ملاحاجی پسر فقیه مازندرانی دیلمی از اعلام زیدیه می‌باشد. آنچه به نظر حقیر می‌رسد تفسیر تألیف علامه بحّاثه شیخ مجدالدین مازندرانی است از اعلام زیدیه که در حدود سنه ۷۰۰ فوت شد (والعم عندالله). نفاست نسخه از حیث قدم و مشتمل بودن بر لغات مازندرانی ست و علاوه مشتمل است بر کلمات بعضی از علما زیدیه در تفسیر آیات شریفه قرآن»
به عنوان مثال در ترجمه سوره کوثر آمده است:
- «إنّا أعطَیناکَ الکَوثَرَ» اما ترا هادائیم یا محمد (ص) وهشتی خونی چشمه
- «فَصَلِّ لِرَبِّکَ وَانحَر» نماج بکن، تی خیا شکر بجار دنی بره، دیم هاقبله کن، قربان بکن
- «إنَّ شانِئَکَ هوَ الأَبتَرُ» که ترا بزا نوم بوسته اونه

## آثار سده نوزدهم میلادی[۱۶۳]
آثاری که تا کنون یاد شد، گرچه طبری یا خویشاوندی نزدیک است، غالباً ناقص و ناخواناست و سیمای زبان را به‌درستی نشان نمی‌دند و برای مازندرانیان معاصر به‌درستی مفهوم نیست. نخستین آثاری که زبان طبری را تمام و کمال به ما عرضه می‌دارد مربوط به نیمه اول سدهٔ نوزدهم میلادی است. این آثار حاکی از آن است که در دویست سال اخیر مازندرانی دستخوش دگرگونی مهمی نشده است.
- نصاب طبری

یادگار پر و پیمان این عصر نصابی است که امیر تیمور قاجار ساروی مشهور به امیر مازندرانی، در عهد محمد شاه قاجار سرود. در این اثر ۸۵۳ لغت مازندرانی و برابر فارسی هرکدام در چند بحر عروض به رشته نظم کشیده شده است. این لغات را صادق کیا از روی سه نسخه استخراج کرده و در واژه‌نامهٔ طبری(۱۳۲۷) تنظیم نموده است.
- کوشش‌های خاورشناسان

آثار دیگر مازندرانی از سدهٔ نوزدهم مرهون کوشش‌های خاورشناسان و کنجکاوی جهانگردان است: الکساندر خوجکو(۱۸۴۲)، ایلیا برزین(۱۸۵۳)، گریگوری والریانویچ ملگنوف(۱۸۶۱٬۶۸)، برنهارد دارن(۱۸۶۲٬۷۵)، ژاک دمورگان(۱۹۰۴) در تألیفات خویش مقدار قابل توجهی لغات و اصطلاحات و عبارات و اشعار مازندرانی ثبت کرده‌اند.
در اینجا باید از متون منثور مازندرانی نیز یادکرد که به توصیهٔ اروپائیان نوشته شده یا از فارسی ترجمه شده است:
1. ترجمه بخشی از طوفان البکاء (برزین ۱۸۵۳، ج۲، ص ۷۲–۷۹)
2. ترجمه چندین حکایت فارسی، از جمله حکایات گلستان سعدی (دارن ۱۸۶۰٬۶۶، ج۲، ص ۱–۱۲۲)
3. روایتی از حادثهٔ معروف به شیخ طبرسی در نزدیکی بارفروش (دارن ۱۸۶۵)
4. دو روایت در مورد آمل و بارفروش به تاریخ ۱۳۰۷ هجری قمری (مورگان ۱۹۰۴، ص ۲۴۸–۷۶۰)

- دیوان امیر پازواری

این دیوان مجموعه‌ای از دو بیتی‌های طبری منسوب به شاعری به نام «امیر پازواری» است که «برنهارد دارن» شرق‌شناس روسی به یاری محمد شفیع مازندرانی، در سال ۶–۱۸۶۰ میلادی تحت عنوان کنز الاسرار در سن پطرزبورگ با برگردان پارسی چاپ کرده است.

## تفاوت زبان مازندرانی و زبان فارسی

نقشهٔ مناطق دارای زبان‌های کناره دریای مازندران برپایه گستره دهستان‌های ایران. کشیده شده بدست جهاد سازندگی در سال ۱۹۸۶ میلادی.

زبان مازندرانی در همهٔ سطوح ساختاری سه‌گانه: آوایی، واژگانی و نحوی ویژگی‌هایی دارد که آن را از زبان فارسی معیار امروزی متمایز می‌سازد.

### اختلاف آوایی ساختواژی
| فارسی معیار | مازندرانی | فارسی معیار | مازندرانی |
| ----------- | --------- | ----------- | --------- |
| شب          | šō        | آب          | ō         |
| خواب        | xō        | تاب         | tō        |
| پدر         | piyer     | مادر        | mār       |
| دار/درخت    | dār       | دختر        | detær     |
| خوک         | xi        | باران       | vāreš     |

### اختلاف واژگانی
| فارسی معیار    | مازندرانی | فارسی معیار       | مازندرانی |
| -------------- | --------- | ----------------- | --------- |
| قاشق چوبی/کفچه | kæče      | بشقاب (دوری)      | duri      |
| مرغ            | kerk      | خروس              | telā      |
| گردو           | æğuz      | قابلمه            | láve      |
| گنجشک          | mičkā     | قدم (گام)         | šāb       |
| قابلمه         | læve      | طویله             | kelom     |
| عمیق (ژرف)     | jol       | عریان، خشک و خالی | tisā      |
| نصف            | lāš       | پریود/عادت ماهانه | reg       |
| لاکپشت         | kavez     | ملخ               | bājkāk    |
| بادمجان        | vingum    | شعله              | bal       |

### نحو
ساختمان عبارات در زبان مازندرانی، بر خلاف برخی از زبان‌های ایرانی دیگر مانند فارسی معیار، به صورت «هسته آخر» بوده و مضافٌ‌الیه و صفت در ابتدای ترکیب می‌آیند در صورتی که ساختمان اسمی فارسی معیار به صورت «هسته اول» است و مضافٌ‌الیه و صفت پس از آن می‌آیند.
| فارسی معیار     | مازندرانی (بهشهری) |
| --------------- | ------------------ |
| اسب سفید        | espe æsb           |
| دختر زیبا       | qæšenge kijâ       |
| دختر بسیار زیبا | xæle qæšenge kijâ  |
| دختر زیبای من   | me qæšenge kijâ    |

## آواشناسی زبان مازندرانی
زبان مازندرانی دارای ۱۲ واکه ساده می‌باشد. علاوه بر واکه‌های ساده در زبان مازندرانی از واکه‌های مرکب که از پیوستن چند واکه ساده به یکدیگر شکل می‌گیرد استفاده می‌شود. در برخی گویش‌های مازندرانی ۹ و برخی ۱۰ و برخی ۱۲ واکه ساده شناسایی شده است.
| ردیف | مازندرانی | مازندرانی به لاتین | آوانگاری | مثال                                                                                         | توضیحات                                                                       |
| ۱    | آ         | ā                  | [ɑ]      | امآ (emā) ما، جآ (jā) از، آمئی (āmī) عمو                                                     | پسین گرد باز (آ)                                                              |
| ۲    | ˇ (ˆ)     | ə                  | [ʔ]      | جˆر (jər) زیر، سˇر (sər) بی‌حس، هآکˆنه (hākəne) بکند                                          | میانی خنثی (صدای بسیار کوتاه بین ” اَ ” و ” اِ ” که اصطلاحاً به آن “شواً می‌گویند) |
| ۳    | اَ (ئَ)     | a                  | [æ]      | جَر (jar) انبوه شاخه‌ها، سَر (sar) کله                                                          | پیشین گسترده باز (اَ)                                                          |
| ۴    | اِ (ئِ و ه) | e                  | [e]      | جِر (jer) ته، جِر (jer) پایین (ساری)، سِر (ser) سیر، پِل (pel) پُل                                | پیشین گسترده کوتاه نیم بسته (اِ کوتاه)                                         |
| ۵    | ئِ (ائِ)    | ē                  | [:e]     | جئِر (jēr) پاره، پئِل (pēl) هوای شرجی، بوئِردم (buērdem) رفتم (کتول)، شوپئِ (šūpē) شب پایی       | پیشین گسترده کشیده نیم بسته (اِ کشیده)                                         |
| ۶    | اُ (ئُ)     | o                  | [o]      | جُر (jor) جوی، کُته (kote) بچه                                                                 | پسین گرد کوتاه نیم بسته (اُ کوتاه)                                             |
| ۷    | اُو (ئُو)   | ō                  | [:o]     | یوُر (yōr) بیرون، اُوشون (ōšun) آنها (الیکایی)، تئُو (tō) تو (نوشهر)، دئُورئوُم (dōrūm) چرخ گرفتن | پسین گرد کشیده نیم بسته (اُ کشیده)                                             |
| ۸    | او (و)    | u                  | [u]      | جور (jur) بالا، دو (du) دوغ، او (u) آب، تور (tur) تور                                        | پسین گرد کوتاه بسته                                                           |
| ۹    | وُ (ئوُ)    | ū                  | [:u]     | جوُر (jūr) مانند، توُ (tū) تب، دوُ (dū) دود، توُر (tūr) تبر، لوُ (lū) لب، شوُ (šū) شب              | پسین گرد کشیده بسته (او کشیده)                                                |
| ۱۰   | ی (ای)    | i                  | [i]      | جیر (jir) پایین دست، گیرمه (girme) می‌گیرم                                                    | پیشین گسترده کوتاه بسته                                                       |
| ۱۱   | ئی (ای)   | ī                  | [:i]     | بئییه (baīye) شد، جئیر (jīr) پایین، تئیل (tīl) گل، مئی (mī) مو                               | پیشین گسترده کشیده بسته (ای کشیده)                                            |
| ۱۲   | ی         | y                  | [ʏ]      | دئییه (daīye) بود (ساری)، دوئییه (davīya) بود (نوشهر)، دبئییه (dabīya) بود (کلاردشت)         | نیم مصوت میان کامی آوایی (ی، یا)                                              |

## اعداد
اعداد مازندرانی با اعداد دیگر زبان‌های هندواروپایی از یک ریشه می‌باشد. در جدول زیر اعداد مازندرانی و معادل آن ذکر شده است.
| مازندرانی (لاتین) | فارسی | اوستایی | هندی      | فارسی (لاتین) | سوئدی | انگلیسی | یونانی   | تالشی |
| ----------------- | ----- | ------- | --------- | ------------- | ----- | ------- | -------- | ----- |
| (tâ)a(tâ)/ya      | یک    | aevâ    | ek        | yek           | ett   | one     | oinos    | i     |
| (tâ)de            | دو    | dvâ     | du        | du            | två   | two     | dyo      | dı    |
| (tâ)se            | سه    | θeri    | tin       | seh           | tre   | three   | tries    | se    |
| (tâ)čâr           | چهار  | čâθwâr  | čâr       | čâhâr         | fyra  | five    | tettâres | ču    |
| (tâ)penj          | پنج   | âšpančâ | pânč      | panj          | fem   | five    | pente    | penj  |
| (tâ)šiš           | شش    | xšvaš   | sas/čhah  | šeš           | sex   | six     | hex      | šâš   |
| (tâ)hef           | هفت   | haptâ   | saptâ/sât | haft          | sju   | seven   | heptâ    | hâft  |
| (tâ)heš           | هشت   | aštâ    | astau/at  | hašt          | åtta  | eight   | okto     | hašt  |
| (tâ)ne            | نه    | navâ    | naua/no   | noh           | nio   | nine    | enneâ    | nav   |
| (tâ)da            | ده    | âdasâ   | dasâ/das  | dah           | tio   | ten     | dekâ     | dâ    |

## دستور زبان

### ضمیر
در مازندرانی ضمیر سه حالت دارد: فاعلی، مفعولی و ملکی.
| ضمیر                 | ۱ مفرد    | ۲ مفرد    | ۳ مفرد   | ۱ جمع  | ۲ جمع   | ۳ جمع         |
| -------------------- | --------- | --------- | -------- | ------ | ------- | ------------- |
| فاعلی، ساری          | men       | te        | ve       | emâ    | šemâ    | vešun         |
| مفعولی، ساری         | mere      | tere      | vere     | emâre  | šemâre  | vešunre       |
| ملکی، ساری           | me        | te        | vene     | ame    | šeme    | vešune        |
| فاعلی، چالوس         | men       | to        | ve       | amâ    | šomâ    | vešon         |
| مفعولی، چالوس        | mene/mere | tere      | vere     | amâre  | šomâre  | vešonre       |
| ملکی، چالوس          | me        | te        | ve       | ame    | šeme    | vešone        |
| فاعلی، کلاردشت       | men       | to        | un/on    | amâ    | šomâ    | ušon          |
| مفعولی، کلاردشت      | mene      | tere      | une/vere | amâre  | šomâre  | ušone         |
| ملکی، کلاردشت        | me        | te        | une/ve   | ame    | šeme    | ušone         |
| فاعلی، شهمیرزاد      | mo        | to/tu     | ü/o      | h-ama  | šamâ    | ošan          |
| مفعولی، شهمیرزاد     | mar-a     | tar-a/ter | ür-a     | hamira | šamira  | ošanra        |
| ملکی، شهمیرزاد       | me        | to/te     | e        | hami   | šami    | ošene         |
| فاعلی، تنکابنی       | mon       | to        | vi       | amâ    | šomâ    | ušân          |
| مفعولی، تنکابنی      | mere      | tere      | vere     | amere  | šemere  | ušâne         |
| ملکی، تنکابنی        | mi        | ti        | vi       | ami    | šimi    | ušane         |
| فاعلی، الیکایی       | men/a     | tu        | vi       | amâ    | šemâ    | ōšun/unâhân   |
| مفعولی، الیکایی      | meyre     | teyre     | veyre    | ameyre | šemeyre | ōšunre        |
| ملکی، الیکایی        | mey       | tey       | veyne    | amey   | šemey   | ōšune/unâhâne |
| فاعلی، طبری طالقانی  | men       | te        | ve       | emâ    | šemâ    | vešun/ešon    |
| مفعولی، طبری طالقانی | mere      | tere      | vere     | emâre  | šemâre  | vešunre       |
| ملکی، طبری طالقانی   | mi        | ti        | vi       | emei   | šemei   | vešuni        |
| فاعلی، گویش طالقانی  | men       | to/te     | un       | mâ     | šemâ    | ošan          |
| مفعولی، گویش طالقانی | mene/mere | tere      | une      | mâre   | šemâre  | ošane         |
| ملکی، گویش طالقانی   | mi/meni   | ti        | uni      | mâyi   | šemayi  | ošani         |

### شناسه (قائمشهر)
در زبان فارسی دو دسته شناسه داریم: گذشته و حال. اما در زبان طبری سه دسته شناسه داریم: گذشته، حال ساده و حال التزامی. (نمونه زیر بر اساس گویش قائمشهری تنظیم شده است)
۱. گذشته:
- بن ماضی ساده: -ba-pet = پخت
- بن ماضی استمراری: -pat = می‌پخت

| گذشته | ۱ مفرد | ۲ مفرد | ۳ مفرد | ۱ جمع | ۲ جمع | ۳ جمع |
| ----- | ------ | ------ | ------ | ----- | ----- | ----- |
| شناسه | eme    | i      | e      | emi   | eni   | ene   |

۲. حال ساده:
- بن مضارع اخباری: -paj = می‌پزد

| حال ساده | ۱ مفرد | ۲ مفرد | ۳ مفرد | ۱ جمع | ۲ جمع | ۳ جمع |
| -------- | ------ | ------ | ------ | ----- | ----- | ----- |
| شناسه    | embe   | eni    | ene    | embi  | enni  | enne  |

۳. حال التزامی:
- بن مضارع التزامی: -ba-pej = بپزد

| حال التزامی | ۱ مفرد | ۲ مفرد | ۳ مفرد | ۱ جمع | ۲ جمع | ۳ جمع |
| ----------- | ------ | ------ | ------ | ----- | ----- | ----- |
| شناسه       | em     | i      | e      | im    | in    | en    |

### شناسه (چالوس)
در زبان فارسی دو دسته شناسه داریم: گذشته و حال. اما در زبان طبری سه دسته شناسه داریم: گذشته، حال ساده و حال التزامی.
(نمونه زیر براساس گویش چالوس صرف شده است)
۱. گذشته:
- بن ماضی ساده: _buārd = رفت
- بن ماضی استمراری: _še_ma = می‌رفت

| گذشته                | ۱ مفرد | ۲ مفرد | ۳ مفرد | ۱ جمع | ۲ جمع | ۳ جمع |
| -------------------- | ------ | ------ | ------ | ----- | ----- | ----- |
| شناسه پس از همخوان   | eme    | i      | e      | emi   | enni  | enne  |
| شناسه پس از واکه     | me     | i      | ∅      | mi    | nni   | nne   |
| شناسه پس از واکه (ی) | yame   | ∅      | ya     | yami  | yanni | yanne |

۲. حال ساده:
- بن مضارع اخباری: _še = می‌رود

| حال ساده           | ۱ مفرد | ۲ مفرد | ۳ مفرد | ۱ جمع | ۲ جمع | ۳ جمع |
| ------------------ | ------ | ------ | ------ | ----- | ----- | ----- |
| شناسه پس از همخوان | eme    | ni     | ne     | emi   | enni  | enne  |
| شناسه پس از واکه   | me     | ni     | ne     | mi    | nni   | nne   |

۳. حال التزامی:
- بن مضارع التزامی: _buār = برود

| حال التزامی          | ۱ مفرد | ۲ مفرد | ۳ مفرد | ۱ جمع | ۲ جمع | ۳ جمع |
| -------------------- | ------ | ------ | ------ | ----- | ----- | ----- |
| شناسه پس از همخوان   | am     | i      | e      | im    | in    | an    |
| شناسه پس از واکه     | m      | y      | ∅      | ym    | yn    | n     |
| شناسه پس از واکه (ی) | yam    | yey    | ye     | yeym  | yeyn  | yan   |

### شناسه (کلاردشت)
در زبان فارسی دو دسته شناسه داریم: گذشته و حال. اما در زبان طبری سه دسته شناسه داریم: گذشته، حال ساده و حال التزامی.
(نمونه زیر براساس گویش کلاردشت صرف شده است)
۱. گذشته:
- بن ماضی ساده: _ba_berd = برد
- بن ماضی استمراری: _bard = می‌بَرد

| گذشته                | ۱ مفرد | ۲ مفرد | ۳ مفرد | ۱ جمع | ۲ جمع | ۳ جمع |
| -------------------- | ------ | ------ | ------ | ----- | ----- | ----- |
| شناسه پس از همخوان   | eme    | i      | e      | emi   | enni  | enne  |
| شناسه پس از واکه     | me     | i      | e      | mi    | nni   | nne   |
| شناسه پس از واکه (ی) | yame   | ∅      | ya     | yami  | yanni | yanne |

در جدول زیر افعال خوردن (boxordan)، آمدن (bimân) و دیدن (badiyân) در زمان گذشته صرف شده‌اند.
| گذشته                | ۱ مفرد    | ۲ مفرد  | ۳ مفرد  | ۱ جمع     | ۲ جمع      | ۳ جمع      |
| -------------------- | --------- | ------- | ------- | --------- | ---------- | ---------- |
| شناسه پس از همخوان   | baxordeme | baxordi | baxorde | baxordemi | baxordenni | baxordenne |
| شناسه پس از واکه     | bimâme    | bimâi   | bimâe   | bimâmi    | bimânni    | bimânne    |
| شناسه پس از واکه (ی) | badiyame  | badi    | bidiya  | badiyami  | badiyanni  | badiyanne  |

۲. حال ساده:
- بن مضارع اخباری: _bar = می‌بُرد

| حال ساده           | ۱ مفرد | ۲ مفرد | ۳ مفرد | ۱ جمع | ۲ جمع | ۳ جمع |
| ------------------ | ------ | ------ | ------ | ----- | ----- | ----- |
| شناسه پس از همخوان | eme    | ni     | ne     | emi   | enni  | enne  |
| شناسه پس از واکه   | me     | ni     | ne     | mi    | nni   | nne   |

در جدول زیر افعال خوردن (boxordan) و خواستن (bexâysan) در زمان حال صرف شده‌اند.
| حال ساده           | ۱ مفرد | ۲ مفرد | ۳ مفرد | ۱ جمع  | ۲ جمع   | ۳ جمع   |
| ------------------ | ------ | ------ | ------ | ------ | ------- | ------- |
| شناسه پس از همخوان | xoreme | xorni  | xorne  | xoremi | xorenni | xorenne |
| شناسه پس از واکه   | xâyme  | xâyni  | xâyne  | xâymi  | xâynni  | xâynne  |

۳. حال التزامی:
- بن مضارع التزامی: _ba_ber = ببرد

| حال التزامی          | ۱ مفرد | ۲ مفرد | ۳ مفرد | ۱ جمع | ۲ جمع | ۳ جمع |
| -------------------- | ------ | ------ | ------ | ----- | ----- | ----- |
| شناسه پس از همخوان   | am     | i      | e      | im    | in    | an    |
| شناسه پس از واکه     | m      | y      | e      | ym    | yn    | n     |
| شناسه پس از واکه (ی) | yam    | yey    | ye     | yeym  | yeyn  | yan   |

در جدول زیر افعال خوردن (boxordan)، رفتن (beyšan) و آمدن (bimân) در زمان حال التزامی صرف شده‌اند.
| حال التزامی          | ۱ مفرد  | ۲ مفرد | ۳ مفرد | ۱ جمع   | ۲ جمع   | ۳ جمع   |
| -------------------- | ------- | ------ | ------ | ------- | ------- | ------- |
| شناسه پس از همخوان   | baxoram | baxori | baxore | baxorim | baxorin | baxoran |
| شناسه پس از واکه     | bašom   | bašoy  | bašoe  | bašoym  | bašoyn  | bašon   |
| شناسه پس از واکه (ی) | biyam   | biyey  | biye   | biyeyem | biyeyn  | biyan   |

### شناسه (شهمیرزاد)
در زبان فارسی دو دسته شناسه داریم: گذشته و حال. اما در زبان طبری سه دسته شناسه داریم: گذشته، حال ساده و حال التزامی.(نمونه زیر بر اساس گویش شهمیرزاد تنظیم شده است)
۱. گذشته:
- بن ماضی ساده: ba-xord = خورد
- بن ماضی استمراری: mo_xord = می‌خورد

| گذشته | ۱ مفرد | ۲ مفرد | ۳ مفرد | ۱ جمع | ۲ جمع | ۳ جمع |
| ----- | ------ | ------ | ------ | ----- | ----- | ----- |
| شناسه | ema    | i      | a      | emi   | eni   | ena   |

۲. حال ساده:
- بن مضارع اخباری: xor = می‌خورد

| حال ساده | ۱ مفرد | ۲ مفرد | ۳ مفرد | ۱ جمع | ۲ جمع | ۳ جمع |
| -------- | ------ | ------ | ------ | ----- | ----- | ----- |
| شناسه    | emma   | eni    | ena    | emmi  | enni  | enna  |

۳. حال التزامی:
- بن مضارع التزامی: -ba-xor = بخور

| حال التزامی | ۱ مفرد | ۲ مفرد | ۳ مفرد | ۱ جمع | ۲ جمع | ۳ جمع |
| ----------- | ------ | ------ | ------ | ----- | ----- | ----- |
| شناسه       | am     | i      | a      | im    | in    | an    |

### صرف فعل (قائمشهر)
در جدول زیر فعل گرفتن (baiten) بر اساس گویش قائمشهری در زمان‌های مختلف صرف می‌شود. برای منفی کردن این فعل در زمان‌های: گذشته ساده، گذشته کامل، گذشته التزامی، گذشته کامل التزامی و حال التزامی n جایگزین b در ابتدای فعل می‌شود و در زمان‌های گذشته استمراری و حال ساده na جایگزین g در ابتدای فعل می‌گردد بنابراین نفی زمان‌های گذشته ساده و گذشته استمراری یک صورت دارد. همچنین دو زمان گذشته و حال در حال انجام حالت منفی ندارند.
| زمان/شخص           | ۱ مفرد        | ۲ مفرد      | ۳ مفرد     | ۱ جمع         | ۲ جمع         | ۳ جمع         |
| ------------------ | ------------- | ----------- | ---------- | ------------- | ------------- | ------------- |
| گذشته ساده         | baiteme       | baiti       | baite      | baitemi       | baiteni       | baitene       |
| گذشته کامل         | bait-bime     | bait-bi     | bait-bie   | bait-bimi     | bait-bini     | bait-bine     |
| گذشته التزامی      | bait-buem     | bait-bui    | bait-bue   | bait-buim     | bait-buin     | bait-buen     |
| گذشته التزامی کامل | bait-bi-bum   | bait-bi-bui | bait-bi-bu | bait-bi-buim  | bait-bi-buin  | bait-bi-buen  |
| گذشته استمرای      | giteme        | giti        | gite       | gitemi        | giteni        | gitene        |
| گذشته در حال انجام | daime-giteme  | daii-giti   | daie-gite  | daimi-gitemi  | daini-giteni  | daine-gitene  |
| حال ساده/آینده     | girembe       | girni       | girne      | girembi       | girenni       | girenne       |
| حال در حال انجام   | darme-girembe | dari-girni  | dare-girne | darmi-girembi | darni-girenni | darne-girenne |
| حال التزامی        | bairem        | bairi       | baire      | bairim        | bairin        | bairen        |
| آینده              | xâmbe bairem  | xâni bairi  | xâne baire | xâmbi bairim  | xânni bairin  | xânne bairen  |

### صرف فعل (چالوس)
در جدول زیر فعل رفتن (buārden) بر اساس لهجه چالوس در زمان‌های مختلف صرف می‌شود.
| زمان/شخص           | ۱ مفرد        | ۲ مفرد        | ۳ مفرد         | ۱ جمع          | ۲ جمع          | ۳ جمع          |
| ------------------ | ------------- | ------------- | -------------- | -------------- | -------------- | -------------- |
| گذشته ساده         | buārdeme      | buārdi        | buārde         | buārdemi       | buārdenni      | buārdenne      |
| گذشته کامل         | buārde-biyame | buārde_bi     | buārde_biya    | buārde-biyami  | buārde-biyanni | buārde-biyanne |
| گذشته التزامی      | buārde-bum    | buārde-buy    | buārde-buye    | buārde-buym    | buārde-buyn    | buārde-bun     |
| گذشته التزامی کامل | buārde-bi-bum | buārde-bi-buy | buārde-bi-buye | buārde-bi-buym | buārde-bi-buyn | buārde-bi-bun  |
| گذشته استمراری     | še_ma_me      | še_ma_i       | še_ma          | še_ma_mi       | še_ma_nni      | še_ma_nne      |
| گذشته در حال انجام | dar-šemame    | dar-šemai     | dar-šema       | dar-šemami     | dar-šemanni    | dar-šemanne    |
| حال ساده/آینده     | šeme          | šeni          | šene           | šemi           | šenni          | šenne          |
| حال در حال انجام   | dar-šeme      | dar-šeni      | dar-šene       | dar-šemi       | dar-šenni      | dar-šenne      |
| حال التزامی        | buāram        | buāri         | buāre          | buārim         | buārin         | buāran         |
| حال التزامی        | xāyme buāram  | xāyni buāri   | xāyne buāre    | xāymi buārim   | xåynni buāri   | xāynne buāran  |

در جدول زیر فعل آمدن (bimān) بر اساس لهجه چالوس در زمان‌های مختلف صرف می‌شود.
| زمان/شخص           | ۱ مفرد      | ۲ مفرد      | ۳ مفرد       | ۱ جمع        | ۲ جمع         | ۳ جمع        |
| ------------------ | ----------- | ----------- | ------------ | ------------ | ------------- | ------------ |
| گذشته ساده         | bimāme      | bimāi       | bimā         | bimāmi       | bimānni       | bimānne      |
| گذشته کامل         | bimā-biyame | bimā_bi     | bimā_biya    | bimā-biyami  | bimā-biyanni  | bimā-biyanne |
| گذشته التزامی      | bimā-bum    | bimā-buy    | bimā-buye    | bimā-buym    | bimā-buyn     | bimā-bun     |
| گذشته التزامی کامل | bimā-bi-bum | bimā-bi-buy | bimā-bi-buye | bima-bi-buym | bimā-bi-buyn  | bimā-bi-bun  |
| گذشته استمراری     | e_ma_me     | e_ma_i      | e_ma         | e_ma_mi      | e_ma_nni      | e_ma_nne     |
| گذشته در حال انجام | dar_emame   | dar_emai    | dar_ema      | dar_emami    | dar_emanni    | dar_emanne   |
| حال ساده/آینده     | eme         | eni         | ene          | emi          | enni          | enne         |
| حال در حال انجام   | dar_eme     | dar_eni     | dar_ene      | dar_emi      | dar_enni      | dar_enne     |
| حال التزامی        | biyem       | biyey       | biye         | biyeym       | biyeyn        | biyen        |
| آینده              | xāyme biyem | xāyni biyey | xāyne biye   | xāymi biyeym | xāynni biyeyn | xāynne biyen |

### صرف فعل (کلاردشت)
در جدول زیر فعل بردن (baberden) بر اساس لهجه کلاردشت در زمان‌های مختلف صرف می‌شود. برای منفی کردن این فعل در زمان‌های: گذشته ساده، گذشته کامل، گذشته التزامی، گذشته کامل استمراری n جایگزین b در ابتدای فعل می‌شود و در زمان‌های: حال ساده، گذشته استمراری و حال التزامی n در ابتدای فعل اصلی می‌آید.
| زمان/شخص           | ۱ مفرد              | ۲ مفرد         | ۳ مفرد          | ۱ جمع               | ۲ جمع                  | ۳ جمع                 |
| ------------------ | ------------------- | -------------- | --------------- | ------------------- | ---------------------- | --------------------- |
| گذشته ساده         | baberdeme           | baberdi        | baberde         | baberdemi           | baberdenni             | baberdenne            |
| گذشته کامل         | baberde-biyame      | baberde_bi     | baberde_biya    | baberde-biyami      | baberde-biyanni        | baberde-biyanne       |
| گذشته التزامی      | baberde-bum         | baberde-buy    | baberde-buye    | baberde-buym        | baberde-buyn           | baberde-bun           |
| گذشته التزامی کامل | baberde-bi-bum      | baberde-bi-buy | baberde-bi-buye | baberde-bi-buym     | baberde-bi-buyn        | baberde-bi-bun        |
| گذشته استمراری     | bar_imi_yame        | bar_imi        | bar_imi_ya      | bar_imi_yami        | bar_imi_yanni          | bar_imi_yanne         |
| گذشته در حال انجام | dabiyame-barimiyame | dabi-barimi    | dabiya-barimiya | dabiyami-barimiyami | dabiyanni-barimiyamnni | dabiyanne-barimiyanne |
| حال ساده/آینده     | barme               | barni          | barne           | baremi              | barenni                | barenne               |
| حال در حال انجام   | darme-bareme        | dari-barni     | dare-barne      | darmi-baremi        | darni-barenni          | darne-barenne         |
| حال التزامی        | baberam             | baberi         | babere          | baberim             | baberin                | baberan               |
| آینده              | xâyme baberam       | xâyni baberi   | xâyne babere    | xâymi baberim       | xâynni baberin         | xâynne baberan        |

### صرف فعل (شهمیرزاد)
جدول زیر فعل خوردن (baxordan) بر اساس گویش شهمیرزادی در زمان‌های مختلف صرف می‌شود. برای منفی کردن این فعل در زمان‌های: گذشته ساده، گذشته کامل، گذشته التزامی، گذشته کامل، گذشته کامل التزامی، حال التزامی n جایگزین b در ابتدای فعل می‌شود و در زمان‌های: حال ساده، گذشته استمراری، حال در حال انجام و گذشته در حال انجام ne در ابتدای فعل اصلی می‌آید.
| زمان/شخص           | ۱ مفرد           | ۲ مفرد        | ۳ مفرد        | ۱ جمع            | ۲ جمع            | ۳ جمع            |
| ------------------ | ---------------- | ------------- | ------------- | ---------------- | ---------------- | ---------------- |
| گذشته ساده         | baxordema        | baxordi       | baxorda       | baxordemi        | baxordeni        | baxordena        |
| گذشته کامل         | baxorde-bema     | baxorde-bi    | baxorde-bia   | baxorde-bemi     | baxorde-beni     | baxorde-bena     |
| گذشته التزامی      | baxorde-bam      | baxorde-bi    | baxorde-bo    | baxorde-bim      | baxorde-bin      | baxorde-ben      |
| گذشته التزامی کامل | baxorde-bi-bam   | baxorde-bi-bi | baxorde-bi-bo | baxorde-bi-bim   | Baxorde-bi-bin   | baxorde-bi-ben   |
| گذشته استمراری     | moxordema        | moxordi       | moxorda       | moxordemi        | moxordeni        | moxordena        |
| گذشته در حال انجام | davema-moxordema | davi-moxordi  | dava-moxorda  | davemi_moxordemi | daveni moxordeni | davena moxordena |
| حال ساده/آینده     | xoremma          | xoreni        | xorena        | xoremmi          | xorenni          | xorenna          |
| حال در حال انجام   | darma-xoremma    | dari-xoreni   | dara-xorena   | darmi-xoremmi    | darni xorenni    | darna xorenna    |
| حال التزامی        | baxoram          | baxori        | baxora        | baxorim          | baxorin          | baxoran          |
| آینده نوع اول      | vana baxoram     | vana baxori   | vana baxora   | vana baxorim     | vana baxorin     | vana baxoran     |
| آینده نوع دوم      | xâmma baxoram    | xâni baxori   | xâna baxora   | xâmmi baxorim    | xânni baxorin    | xânna baxoran    |

### ماضی نقلی
برخی از محققان بر این باورند که در زبان مازندرانی ساخت ماضی نقلی وجود ندارد و گویشوران از ساخت گذشتهٔ ساده به جای آن استفاده می‌کنند. اما شواهد نشان می‌دهند که ماضی نقلی در این زبان به دو شیوه، با بهره‌گیری از جایگاه تکیهٔ اولیه و قید، ساخته می‌شود. (داده‌های پژوهشی حاضر از منطقه بابلکنار گردآوری گردیده است)
- اگر تکیهٔ اولیه بر روی پیشوند فعلی باشد، ساخت گذشته ساده است.

| او آن کار را کرد                        | vә unta kar-rә ‘hæ-kәrdә       |
| بچه خوابید                              | væčә ‘ba-xәtә                  |
| ناهار خوردم                             | čašt ‘bæ-xәrdәmә               |
| من چشمم را بستم                         | mәn šә čәš-(r)ә ‘dæ-vәssәmә    |
| دخترم برنج را باد داد (خاکش را جدا کرد) | mә kija/dәtәr dunә-rә ‘hә-patә |

- چنانچه تکیهٔ اولیه بر روری هجای اول فعل قرار گیرد، ساخت ماضی نقلی خواهد بود.

| او آن کار را کرده است               | ve unta kar-(r)ә ha-‘kәrdә     |
| بچه خوابیده است (اکنون در خواب است) | væčә ba-‘xәtә                  |
| ناها خورده‌ام                        | čašt bæ-‘xәrdәmә               |
| من چشمم را بسته‌ام                   | mәn šә čәš-(r)ә dæ-‘vәssәmә    |
| دخترم برنج را باد داده است          | mә kija/dәtәr dunә-rә hә-‘patә |

- همچنین در زبان مازندرانی فعل ماضی نقلی با افزودن فعل کمکی [dâr] (در گویش آمل dây و در گویش شهمیرزاد dâ) به فعل ماضی ساخته می‌شود.[۱۸۴]

| فعل شدن          | ۱ مفرد     | ۲ مفرد     | ۳ مفرد     | ۱ جمع      | ۲ جمع       | ۳ جمع       |
| ---------------- | ---------- | ---------- | ---------- | ---------- | ----------- | ----------- |
| ماضی نقلی (ساری) | bazu dârme | bazu dârni | bazu dârne | bazu dârmi | bazu dârnni | bazu dârnne |
| ماضی نقلی (آمل)  | bazu dâyme | bazu dâyni | bâzu dâyne | bâzu dâymi | bâzu dâynni | bazu dâynne |

| فارسی معیار                | گویش ساروی                          |
| -------------------------- | ----------------------------------- |
| تو برای چه بچه ات را زده‌ای | te četi vesse še vače re bazu dârni |
| تو برای چه بچه ات را زدی   | te četi vesse še vače re bazui      |

| فارسی معیار                 | گویش ساروی                           |
| --------------------------- | ------------------------------------ |
| من این کتاب را صحافی کرده‌ام | men in ketâb re sahhâfi hâkord dârme |
| من این کتاب را صحافی کردم   | men in ketâb re sahhâfi hâkordeme    |

این ساختار در اشعار کهن طبری همچون دیوان امیر پازواری نیز دیده می‌شود.
| کس ونه که مه پیغوم باوه او ره |  | من نقره دکرد دارمه ته یاسه مو ره |

کس می‌باید پیغام مرا به او بگوید
من موی چون یاس تو را نقره گرفته‌ام
| ته که سرخه گل ولگ ره جومه داری |  | ورازنه مه دل ره صید کرده داری |

تو که از برگ گل سرخ لباس داری
می‌برازد که دل مرا صید کرده‌ای

### تکیه در افعال پیشوندی
برخی افعال مازندرانی در زمان حال ساده پیشوند خود را حفظ می‌نمایند این در حالی است که اصولاً پیشوند از هسته فعل حذف می‌شود.
- برخی افعال در زمان حال ساده با پیشوند و بدون پیشوند.

| فارسی   | فعل با پیشوند | فعل بدون پیشوند |
| ------- | ------------- | --------------- |
| می‌توانم | batumme       | tumme           |
| می‌کنم   | hākemme       | kemme           |
| می‌پوشم  | bapušemme     | pušemme         |
| می‌افتم  | dakafemme     | kafemme         |

- اگر تکیهٔ اولیه بر روی پیشوند فعلی باشد، فعل حال ساده منفی می‌گردد.

| فارسی معیار                      | گویش فیروزکوهی               |
| -------------------------------- | ---------------------------- |
| او نمی‌تواند از آن درخت بالا برود | vә ‘bæ-tunnә un dārə lū būrə |

- چنانچه تکیهٔ اولیه بر روی هجای اول فعل قرار گیرد، فعل حال ساده مثبت می‌گردد.

| فارسی معیار                     | گویش فیروزکوهی               |
| ------------------------------- | ---------------------------- |
| او می‌تواند از آن درخت بالا برود | vә bæ-‘tunnә un dārə lū būrə |

- فعل مثبت بدون پیشوند.

| فارسی معیار                     | گویش فیروزکوهی            |
| ------------------------------- | ------------------------- |
| او می‌تواند از آن درخت بالا برود | vә t‘unnә un dārə lū būrə |

- فعل منفی بدون پیشوند.

| فارسی معیار                      | گویش فیروزکوهی               |
| -------------------------------- | ---------------------------- |
| او نمی‌تواند از آن درخت بالا برود | vә næ-‘tunnә un dārə lū būrə |

### نشانه نکره
اسم نکره در زبان مازندرانی با چندین نشانه همراه هست.
- در زبان مازندرانی نشانه نکره[i] یک نشانهٔ پر رنگ هست. این نشانه بعد از اسامی مختوم به صامت به همین شکل ظاهر می‌گردد اما پس از اسم‌هایی که به یک مصوت ختم شده باشند همراه با واج میانجی ای آشکار می‌شود که معمولاً به صورت نکره[e] قابل تشخیص است. نشانهٔ مذکور هم پس از اسم مفرد می‌آید و هم جمع و یک نشانه پسایند است. (نمونه زیر براساس گویش چالوس تنظیم شده است)[۱۸۶]

| فارسی معیار             | مازندرانی (لهجه چالوس)     |
| ----------------------- | -------------------------- |
| اسبی سر پل گیر کرده است | asbi pel-e sar gir hākurde |

| فارسی معیار | مازندرانی (لهجه چالوس) |
| ----------- | ---------------------- |
| دختری آمد   | kijaei bimā            |

| فارسی معیار           | مازندرانی (لهجه چالوس) |
| --------------------- | ---------------------- |
| مردانی داشتند می‌آمدند | mardakuni dar- emanne  |

- نشانه دیگر در زبان مازندرانی برعکس نشانه [i] یک نشانه پیشین است که در گویش چالوس (کلارستاقی) بصورت [ya,ye] و [yattā] می‌باشد که برابر با [yek] در زبان فارسی است. نشانه مذکور در گویش رامسری بصورت [ye] و در گویش ساروی (شرق مازندران) به شکل [attā] و [yattā] و در گویش رشت (گویش غرب گیلان) به شکل [i] و [itā] می‌باشد. (نمونه زیر براساس گویش چالوس تنظیم شده است)[۱۸۶]

| فارسی معیار       | مازندرانی (لهجه چالوس) |
| ----------------- | ---------------------- |
| روزی پیش من می‌آیی | ye ruz me var eni      |

| فارسی معیار      | مازندرانی (لهجه چالوس) |
| ---------------- | ---------------------- |
| یک زن دارد می‌آید | yattā zanā dar- ene    |

| فارسی معیار             | مازندرانی (لهجه چالوس)       |
| ----------------------- | ---------------------------- |
| یک شب باید بروم پیش حسن | ya šu veni buāram hasane var |

- نشانهٔ نکره [i] و دیگر شکل یا شکل‌های آن، گاه همراه با نشانهٔ نکرهٔ دیگر، یعنی [ya] , [ye] و [yattā] برای یک اسم به کار گرفته می‌شوند و به کمک یکدیگر نشانهٔ ترکیبی به وجود می‌آورند. (نمونه زیر براساس گویش چالوس تنظیم شده است)[۱۸۷]

| فارسی معیار              | مازندرانی (لهجه چالوس)    |
| ------------------------ | ------------------------- |
| یک روز باید پیش تو بیایم | ya ruzi veni biyam te var |

| فارسی معیار       | مازندرانی (لهجه چالوس) |
| ----------------- | ---------------------- |
| جایی او را دیده‌ام | ya jaei vere baiyamme  |

- در زبان مازندرانی هم صفت‌های مبهمی چون [hič] ، [har] و غیره می‌توانندبا همراهی [i] یا بدون آن، اسم را نکره کند. (نمونه زیر بر اساس گویش چالوس تنظیم شده است)[۱۸۷]

| فارسی معیار             | مازندرانی (لهجه چالوس)    |
| ----------------------- | ------------------------- |
| هر دختری دختر من نمی‌شود | har kijāei me kijā navune |

| فارسی معیار          | مازندرانی (لهجه چالوس) |
| -------------------- | ---------------------- |
| هیچ درختی وجود ندارد | hič dari da-niye       |

### نشانه جمع
در زبان مازندرانی از نشانه‌های [on]،[šon] ,[kon]،[ât] و [ville] برای جمع استفاده می‌شود.
- از نشانهٔ [on] فقط برای اسم جاندار استفاده می‌شود.

| پسرها      | rikâ on       |
| دخترها     | kijâ on       |
| پدر بزرگ‌ها | gate piyar on |
| بچه‌ها      | vače on       |

| فارسی معیار          | مازندرانی (لهجه چالوس) |
| -------------------- | ---------------------- |
| پسرها داشتند می‌رفتند | rikâon dar šemanne     |

- از نشانهٔ [šon] برای اسامی جاندار و غیر جاندار استفاده می‌شود.

| پسرها      | rikâ šon       |
| دخترها     | kijâ šon       |
| زن‌ها       | zenâ šon       |
| مردها      | mardi šon      |
| پدر بزرگ‌ها | gate piyar šon |
| مورچه‌ها    | malije šon     |
| گردوها     | âqoz šon       |

| فارسی معیار        | مازندرانی (لهجه چالوس) |
| ------------------ | ---------------------- |
| پسرها دارند می‌روند | rikâšon dar šenne      |

- از نشانهٔ [kon] برای اسامی جاندار و غیر جاندار استفاده می‌شود.

| پله‌ها | pelle kon |
| زن‌ها  | zenâ kon  |
| مردها | marde kon |

| فارسی معیار        | مازندرانی (لهجه چالوس)   |
| ------------------ | ------------------------ |
| از پله‌ها بالا رفتم | pellekon je jur buārdeme |

- از نشانهٔ [ât] به‌صورت محدود استفاده می‌شود.

| ده‌ها | deh ât |

| فارسی معیار                   | مازندرانی (لهجه چالوس)       |
| ----------------------------- | ---------------------------- |
| پسرم به ده‌های آنها دارد می‌رود | me rikâ ošone dehât dar šene |

- از نشانهٔ [ville] به‌صورت محدود استفاده می‌شود.

| بچه‌ها | vače ville |

| فارسی معیار            | مازندرانی (لهجه چالوس)           |
| ---------------------- | -------------------------------- |
| بچه‌ها در شهر شما هستند | vačeville šeme šahre dele darene |

## رنگ
نام رنگ‌ها در زبان مازندران (طبری) و معادل آن در زبان فارسی:
| شماره | زبان فارسی   | زبان مازندرانی (زبان طبری) | تلفظ به زبان مازندرانی (زبان طبری) با آوای صوتی |
| ----- | ------------ | -------------------------- | ----------------------------------------------- |
| ۱     | سفید         | اِسپه/اِسبه                  | espe/esbe                                       |
| ۲     | سیاه         | سیو                        | siyu/siyo                                       |
| ۳     | آبی          | کئو                        | kahu/kau                                        |
| ۴     | آبی سیر      | کِتَر                        | ketar                                           |
| ۵     | قهوه ای      | خِری                        | xeri                                            |
| ۶     | قهوه ای تیره | رَش                         | raš                                             |
| ۷     | قهوه ای روشن | آغوزی/جُزی                  | aquzi/jozi                                      |
| ۸     | سبز          | سَوز/سَز                     | savz/saz                                        |
| ۹     | نخودی        | شِه‌وا                       | ševā                                            |
| ۱۰    | بنفش         | ونوش/ونوشی                 | vanuš/vanuši                                    |
| ۱۱    | صورتی        | دیمی                       | dimi                                            |
| ۱۲    | طوسی         | کپوری                      | kapuri                                          |
| ۱۳    | نقره ای      | کنفی                       | kanafi                                          |
| ۱۴    | زرد          | کرند/زردی                  | karend/zardi                                    |
| ۱۵    | طلایی        | زری                        | zari                                            |
| ۱۶    | سرخ          | سِرخ                        | serx                                            |
| ۱۷    | قرمز         | آل/جیگ/قَرمِز                | āl/jig/qarmez                                   |
| ۱۸    | خاکستری      | کِلینی/کَلِنی                 | kelini/kaleni                                   |
| ۱۹    | شنی/ماسه‌ای   | وازی                       | vāzi                                            |
| ۲۰    | نارنجی       | کَرِبا                       | Kareba                                          |

## نمونه واژگان
شماری از واژه‌های مازندرانی در سه گویش کلاردشتی، گرگانی و قائمشهری با برابر گیلکی و فارسی و انگلیسی آن در اینجا به الفبای فونتیک بین‌المللی آوانویسی شده است:
| مازندرانی (لهجه گرگان) | مازندرانی (لهجه قائمشهر) | مازندرانی (لهجه کلاردشت) | گیلکی (لهجه رشت) | فارسی        | فارسی آوانویسی شده | انگلیسی       |
| ---------------------- | ------------------------ | ------------------------ | ---------------- | ------------ | ------------------ | ------------- |
| dim                    | dim                      | dim                      | dim              | روی/چهره/دیم | ruy/čehreh         | face          |
| vače/kote              | vače                     | vače                     | zay              | کودک/بچه     | kudæk/bæčé         | Child         |
| piyer                  | piyer                    | piyar                    | per              | پدر          | pedær              | Father        |
| ši piyer               | ši piyer                 | ši piyar                 | mərdə per        | پدرشوهر      | pedær šohar        | Father-in-law |
| kijâ/deter             | kijâ/deter               | kijâ/detar               | kor              | دختر         | doxtær             | Girl/Daughter |
| rikâ/peser             | rikâ/peser               | rikâ/pesar               | rey/ri           | پسر          | pesær              | Boy/Son       |
| kerg                   | kerk                     | kerk                     | kark             | مرغ خانگی    | morgh khanegi      | Hen           |
| guw                    | guw                      | gow                      | gäb              | گاو          | gāv                | Cow           |
| melije/molije          | melije                   | malije                   | murjâne          | مورچه        | murčé              | Ant           |
| kangoli                | kangeli                  | kangoli                  | garzak           | زنبور        | zanbur             | Bee           |
| zerzem/asel maqez      | zezem                    | asel mehaz               | siftâl           | زنبور عسل    | zanbure asal       | Honey Bee     |
| bâmeši                 | bameši                   | pičâ/bameši              | piča/piche       | گربه/پیشی    | gorbe/piši         | Cat           |
| jikâ                   | mičkâ                    | miškâ                    | čičini           | گنجشک        | gonješk            | Sparrow       |
| lalembâz/jerjer        | lalembâz                 | lalebâz                  | čičilâs          | سنجاقک       | sanjâqak           | Damselfly     |
| mâčkol                 | mâčkel                   | mâčkol                   | čičir            | مارمولک      | mârmolak           | Lizard        |
| estekâ                 | hestekâ                  | hessekâ                  | xâš              | استخوان      | estexân            | Bone          |
| areskini/zangiče       | elaskin/bâlkin           | bâleskin                 | ašpe             | آرنج         | ârenj              | Elbow         |
| zemun/geder            | zemun/geder              | zamon                    | zəmat            | زمان         | zaman              | Time          |
| estâre/roojâ           | esâre/roojâ              | esâre/setâre             | kiĵi/setarə      | ستاره        | setare             | Star          |
| nesum/sâyne            | nesum/sâyne              | nesum/sâye               | nesä/saye        | سایه         | saye               | Shadow        |
| jur                    | jur                      | jur                      | buĵor / jor      | بالا         | bāla               | Up            |
| gat/gad                | gat                      | gat                      | pilə=pila        | بزرگ         | bozorg             | Big           |
| vene                   | vene/her                 | vene/eštehâ              | vastån           | اشتها یا میل | ešteha یا meyl     | Appetite      |
| bašendesten            | bašendiyen               | bašeniyan/barixtan       | šondån/fotan     | ریختن مایعات | rixtan e mayeāt    | Bottling      |

## نمونه صرف افعال
شماری از صرف افعال مازندرانی در سه گویش کلاردشتی، گرگانی و قائمشهری با برابر گیلکی و فارسی و انگلیسی آن در اینجا به الفبای فونتیک بین‌المللی آوانویسی شده است:
| مازندرانی (لهجه گرگان) | مازندرانی (لهجه قائمشهر) | مازندرانی (لهجه کلاردشت) | گیلکی (لهجه رشت) | فارسی      | فارسی آوانویسی شده | انگلیسی  |
| ---------------------- | ------------------------ | ------------------------ | ---------------- | ---------- | ------------------ | -------- |
| embe                   | eme                      | eme                      | ayem             | می‌آیم      | mi_âyam            | I come   |
| biamome                | bimome                   | bimâme                   | bamam            | آمدم       | âmadam             | I came   |
| vimbe                  | vime                     | vime                     | dinam            | می‌بینم     | mi-binam           | I see    |
| badime                 | badime                   | badiyame                 | bidiyam          | دیدم       | didam              | I saw    |
| šumbe                  | šume                     | šume                     | šam              | می‌روم      | mi-ravam           | I go     |
| burdeme/bašime         | burdeme/bašime           | buârdeme/bašiyame        | bošam            | رفتم       | raftam             | I went   |
| ešembe                 | ešeme                    | ešeme                    | fanderam         | نگاه می‌کنم | negah mi-konam     | I look   |
| hârešime               | hârešime/bešime          | bešiyame                 | fanderasam       | نگاه کردم  | negah kardam       | I looked |
| vejembe                | vejeme                   | vejeme                   | kanam            | می کَنم     | mi-kanam           | I dig    |
| buteme                 | buteme                   | buteme                   | bakandam         | کَندم       | kandam             | I dug    |
| elembe/ešeme           | eleme                    | eleme                    | naham            | می‌گذارم    | mi-gozâram         | I put    |
| bešteme/belesteme      | bešteme                  | bešteme                  | banam            | گذاشتم     | gozâštam           | I put    |
| girembe                | girme                    | gireme                   | giram            | می‌گیرم     | mi-giram           | I take   |
| bahiteme               | baiteme                  | baiteme                  | bigiftam         | گرفتم      | gereftam           | I took   |
| gombe                  | geme                     | gome                     | goyam            | می‌گویم     | mi-goyam           | I say    |
| bahoteme               | baoteme                  | boteme                   | bogoftam         | گفتم       | goftam             | I said   |
| kombe                  | keme                     | kome                     | konam            | می کُنم     | mi-konam           | I do     |
| hâkordeme              | hâkerdeme                | hâkordeme                | bokodam          | کردم       | kardam             | I did    |
| dembe                  | deme                     | deme                     | fadəm            | می‌دهم      | mi-daham           | I give   |
| hâdâme                 | hedâme                   | hâdâme                   | fadam            | دادم       | dâdam              | I gave   |
| hasteme                | haseme                   | haseme                   | esam             | هستم       | hastam             | Iam      |
| bime                   | bime                     | biyame                   | besam            | بودم       | bodam              | I was    |
| angembe                | angeme                   | angeme                   | egedam           | می‌اندازم   | mi-andâzam         | I throw  |
| dingume                | dingume                  | dingume/bingume          | begedam          | انداختم    | andâxtam           | I threw  |

## واژگان باستانی در زبان مازندرانی
یکی از ویژگی‌های زبان مازندرانی این است که بسیاری از واژه‌های کهن ایرانی میانه (ساسانی، اشکانی و سکایی) و ایرانی باستان (پارسی باستان، اوستا و سکایی) را بدون تغییر اساسی در صورت و معنی در خود حفظ نموده است. علت این امر به عقیده مورخان و متخصصان این است که سرزمین مازندران (طبرستان) از نفوذ و تسلط اعراب به دور بوده است. این واژه‌ها در فارسی معیار امروزی یا اصلاً وجود ندارند یا دچار تحول و دگرگونی زیادی شده‌اند. این واژه‌ها در جدول زیر آورده شده‌اند:
| مازندرانی  | ایرانی میانه و باستان | فارسی       |
| ---------- | --------------------- | ----------- |
| armeĵi     | armištzi              | جوجه تیغی   |
| ešnāfe     | ešnošeh               | عطسه        |
| ašon       | ašahin                | دیشب        |
| alleh      | aluh                  | عقاب        |
| bāmši      | bānšaov               | گربه        |
| pitakale   | putak kala            | جغد         |
| taši       | taši                  | خارپشت      |
| ketār      | ketār                 | چونه/پوزه   |
| aš         | ars                   | خرس         |
| bašәnniyan | pašan čitan           | پایین ریختن |
| ande       | and                   | آنقدر       |
| berme      | barmak                | گریه        |